# Clint Eastwood
Clinton «Clint» Eastwood Jr. (San Francisco, California; 31 de mayo de 1930) es un actor, director, guionista y productor de cine estadounidense. Su primer papel relevante fue como secundario en el reparto de la serie de televisión Rawhide (1959-1965). Alcanzó la fama interpretando al Hombre sin nombre en los spaghetti western conocidos como Trilogía del dólar, que dirigió Sergio Leone en la década de 1960 —Por un puñado de dólares, La muerte tenía un precio y El bueno, el feo y el malo—, y a Harry Callahan en la serie de películas de Harry el Sucio durante los años 1970 y 1980. Estos papeles, entre otros, lo convirtieron en un icono cultural de masculinidad.
Debutó como director en 1971 con la película de terror psicológico Play Misty for Me. Por su trabajo en Unforgiven (1992) y en Million Dollar Baby (2004), Eastwood fue galardonado con los premios Óscar a mejor director y mejor película. Estas películas en particular y otras como Thunderbolt and Lightfoot (1974), The Outlaw Josey Wales (1976), Escape from Alcatraz (1979), Tightrope (1984), El jinete pálido (1985), Heartbreak Ridge (1986), En la línea de fuego (1993), Los puentes de Madison (1995) y Gran Torino (2008) fueron éxitos de crítica y público.
Además de dirigir muchas de las películas que le han convertido en una estrella del cine, Eastwood ha dirigido otros filmes en los que él no actúa, como Mystic River (2003) y Cartas desde Iwo Jima (2006), por las que fue nominado a los Óscar, y Changeling (2008). Eastwood ha sido especialmente aclamado por la crítica en Francia, también por películas que no fueron muy bien recibidas en su propio país, y por ello ha sido galardonado con los más altos honores del país europeo: en 1994 recibió la Orden de las Artes y las Letras de la República Francesa y en 2007 la Legión de Honor. En el 2000 recibió el León de Oro a toda su carrera en el Festival Internacional de Cine de Venecia.
Desde 1967 Eastwood posee su propia productora de cine, Malpaso Productions, que ha producido la mayor parte de sus películas. También fue alcalde de la localidad californiana de Carmel-by-the-Sea desde 1986 a 1988. Según afirmó su hija Alison en 2011, Eastwood tiene ocho hijos de seis mujeres diferentes, aunque solo se ha casado dos veces.

## Primeros años
Clint Eastwood nació en San Francisco, California, hijo de Clinton Eastwood, Sr. (1906-1970), trabajador del sector de la metalurgia, y Margaret Ruth (Runner) Eastwood (1909-2006), empleada de una fábrica de IBM. Pesó 5,2 kg al nacer, motivo por el que las enfermeras del hospital lo llamaron «Sansón». Tiene ascendencia inglesa, irlandesa, escocesa y holandesa, y una hermana menor, Jeanne Bernhardt (nacida en 1934). Es descendiente de William Bradford, gobernador de los peregrinos puritanos que en 1620 llegaron a América a bordo del barco Mayflower.
Hasta 1940, la familia cambió de residencia en varias ocasiones en busca de trabajo para el padre a lo largo de toda la Costa Oeste de los Estados Unidos. Finalmente se establecieron en Piedmont, California, donde vivieron en una de las zonas más ricas de la localidad; tenían una piscina perteneciente a un club de campo y cada uno de los progenitores tenía coche propio. Clint estudió en el Piedmont Junior High School y poco antes de comenzar sus estudios secundarios en esta localidad, atravesó con su bicicleta por el césped de las instalaciones deportivas del instituto y lo destrozó, motivo por el que le impidieron estudiar allí. En su lugar, hubo de matricularse en el Instituto Técnico de Oakland, donde repitió curso debido a sus malas calificaciones. Su amigo de la infancia Fritz Manes recuerda: «Yo creo que lo que pasó es que empezó a salir y pasárselo bien. Puede que ni siquiera se graduara en el instituto».
El joven Eastwood tuvo numerosos empleos, entre ellos el de socorrista, repartidor de periódicos, empleado de tienda, bombero forestal y caddie de golf. En 1951 trató de matricularse en la Universidad de Seattle, pero entonces fue reclutado por el ejército de los Estados Unidos y destinado a Fort Ord, California, durante la guerra de Corea. Allí fue socorrista e instructor de natación durante todo el servicio militar. Mientras regresaba de una visita de fin de semana a sus padres en Seattle en 1951, el avión bombardero Douglas AD del que era pasajero se quedó sin combustible y se estrelló en el mar cerca de Punta Reyes. Eastwood y el piloto escaparon de la aeronave mientras ésta se hundía y con ayuda de un bote salvavidas nadaron 3,2 km hasta la costa.

## Carrera cinematográfica

#### Década de 1950

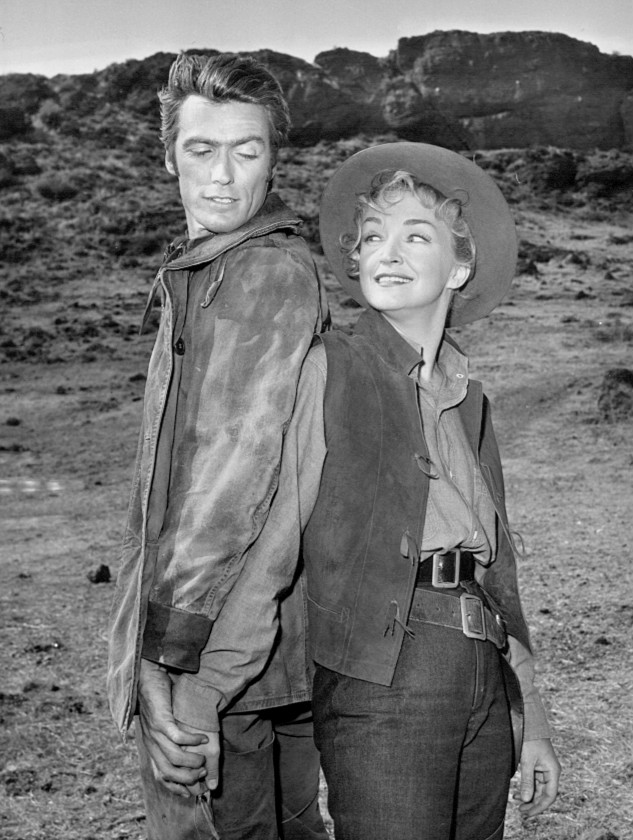
Eastwood y Nina Foch en un episodio de Rawhide, 1959

Según un comunicado de prensa de la cadena CBS sobre la serie Rawhide, Universal Studios estaba rodando en Fort Ord cuando un asistente conoció a Eastwood y le ayudó a conseguir una entrevista con el director de la serie. Según su biografía oficial, un hombre llamado Chuck Hill, que tenía contactos en la industria del cine, consiguió colar a Eastwood en los estudios Universal en Hollywood para que lo conociera el director de fotografía Irving Glassberg. Este le facilitó realizar una audición con el director Arthur Lubin, quien a pesar de quedar impresionado con su apostura y su 1,93 m de estatura, cuestionó en un principio sus habilidades interpretativas y le recomendó asistir a clases de interpretación. Lubin le consiguió su primer contrato en abril de 1954, por el que recibiría cien dólares a la semana. Una vez contratado, Eastwood recibió críticas por su rigidez, su estrabismo y por pronunciar sus diálogos entre dientes, características todas estas que han sido seña de identidad del actor durante toda su carrera cinematográfica.
El primer papel de Eastwood fue una breve actuación como asistente de laboratorio en las películas de 1955 Revenge of the Creature y ¡Tarántula!, de Jack Arnold. Durante tres años interpretó pequeños papeles en otras películas como Lady Godiva, Never Say Goodbye o Escapade in Japan, además de una intervención con diálogo en Francis in the Navy. En 1959 hizo una aparición especial en la serie de televisión Maverick como antagonista de James Garner, donde interpretó a un hombre que se quería casar con una chica rica por dinero. Asimismo, tuvo un pequeño papel como aviador en La escuadrilla Lafayette y apareció en Ambush at Cimarron Pass, una película de baja calidad que el propio Eastwood considera lo peor de su carrera.
Tras un período alejado de las cámaras, Eastwood consiguió en el verano de 1958 el papel secundario de Rowdy Yates en la teleserie Rawhide de la CBS, aunque no era un rol que entusiasmara al actor. Eastwood, que entonces tenía 28 años, no se sentía cómodo interpretando a este personaje porque pensaba que Rowdy era demasiado joven y tonto. Rawhide se estrenó en enero de 1959 y en pocas semanas se convirtió en un éxito. Aunque la serie nunca ganó un Emmy, gozó de gran aceptación durante los años en que se emitió, de 1959 a 1965. Los años en esta serie de televisión fueron de los más duros de la carrera del actor, pues filmaba doce horas diarias, seis días a la semana, a pesar de lo cual algunos directores lo criticaron por no trabajar lo suficiente. A fines de 1963 la popularidad de la serie había decaído y fue cancelada a la mitad de la temporada televisiva de 1965-66. Eastwood hizo su debut como director filmando varios anuncios de la serie, aunque no fue capaz de convencer a los productores para que le dejaran dirigir un episodio. En la primera temporada de Rawhide, Eastwood ganaba 750 dólares por episodio y cuando fue cancelada le pagaron un finiquito de 119.000 dólares.

#### Década de 1960

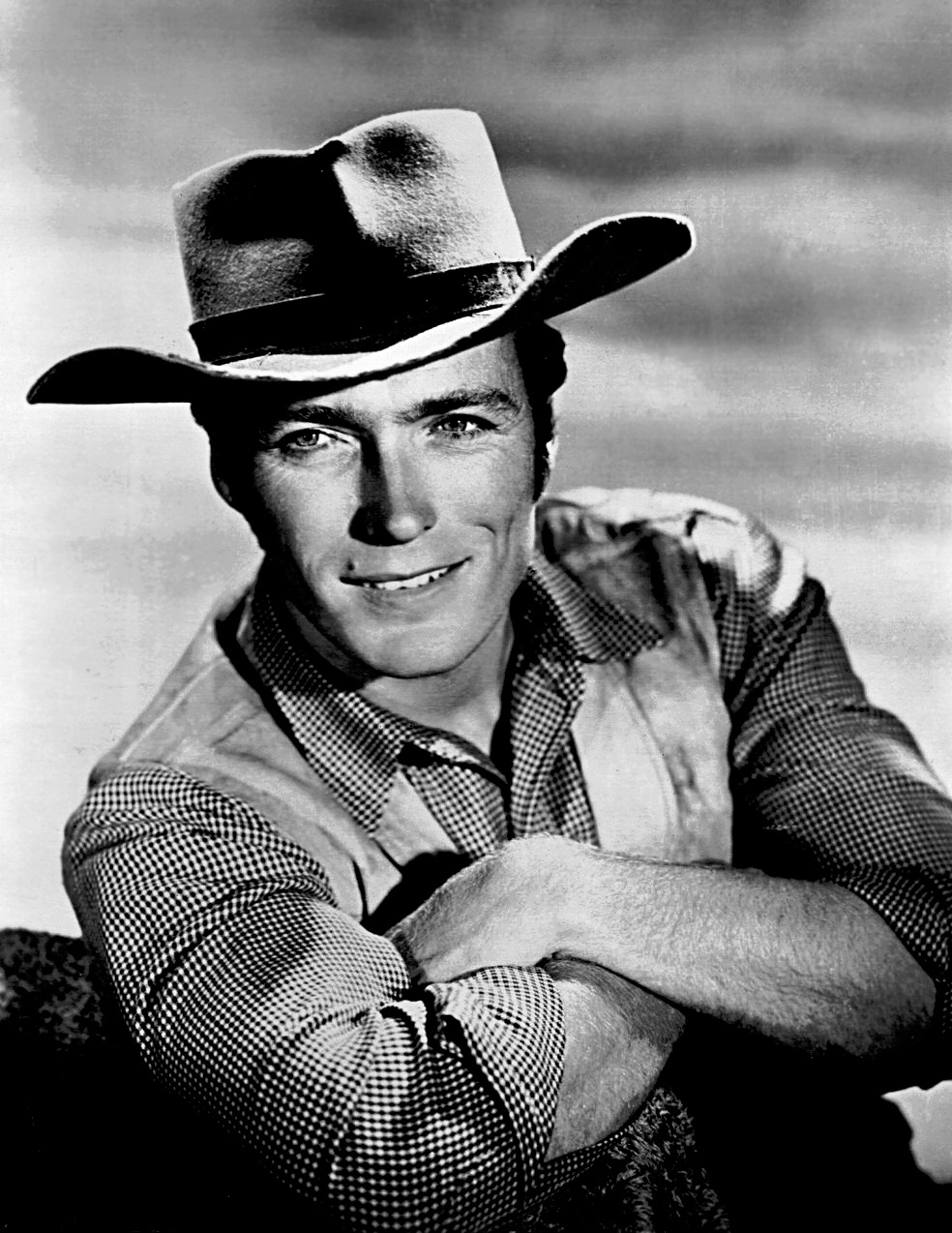
Eastwood en una foto promocional de la serie Rawhide (1961).

A finales de 1963, el compañero de reparto de Eastwood en Rawhide Eric Fleming rechazó una oferta para protagonizar un western hispano-italiano titulado Por un puñado de dólares, que se iba a rodar en España y sería dirigido por el entonces desconocido Sergio Leone. El actor Richard Harrison estaba convencido de que Eastwood podría interpretar a un cowboy de manera convincente y lo propuso para el papel. El actor vio la oportunidad de escapar de su imagen en Rawhide. Firmó un contrato de 15.000 dólares por once semanas de trabajo más el obsequio de un coche Mercedes-Benz al final del rodaje. Eastwood dijo tiempo después sobre la transición de un western televisivo a la película Por un puñado de dólares: «En Rawhide me cansé de interpretar a un buen tipo, al héroe que besa ancianitas y perros, y era amable con todo el mundo. Decidí que era el momento de ser un anti-héroe». Eastwood ayudó a crear el estilo del personaje del Hombre sin nombre, y aunque el actor no era fumador, Leone insistió en que debía fumar cigarros como ingrediente esencial de la «máscara» que estaba intentando crear para su solitario protagonista. El actor completó su apariencia comprándose un poncho mexicano en Almería, que luego sustituyó por un sarape.

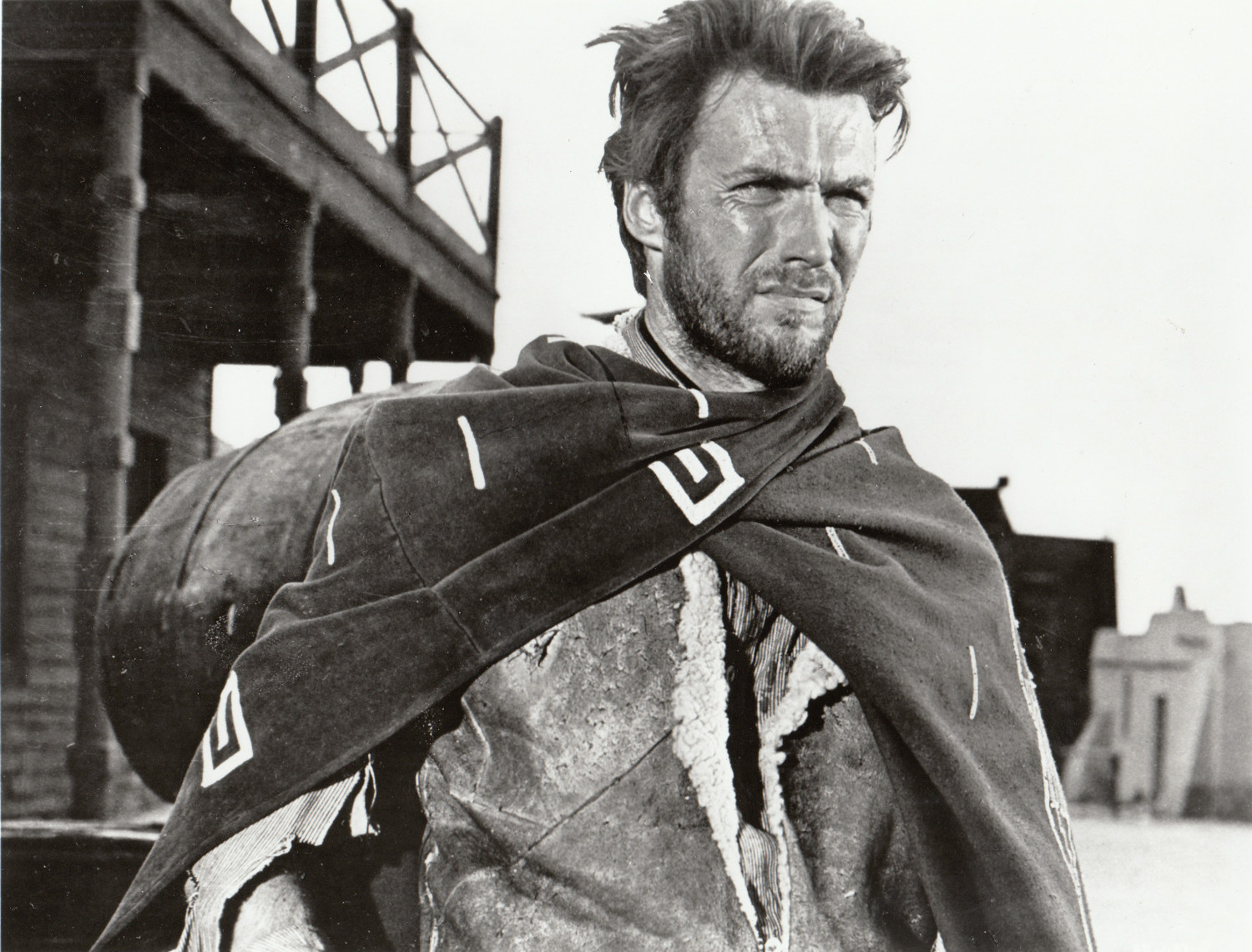
Clint Eastwood en la película Por un puñado de dólares (1964).

Por un puñado de dólares resultó ser todo un hito en el desarrollo del género de los spaghetti westerns, en los que se retrataba un Oeste de Estados Unidos más salvaje y desolado que en las películas estadounidenses de este mismo género y donde se cambiaban los estereotipos norteamericanos del héroe del oeste por un antihéroe moralmente ambiguo. El éxito de esta película convirtió a Eastwood en una gran estrella en Europa y por ello volvió para protagonizar Per qualche dollaro in più (1965), segundo filme de la trilogía de Leone. A través de los esfuerzos del guionista Luciano Vincenzoni, los derechos de Per qualche dollaro in più y de la última entrega de la trilogía, Il buono, il brutto, il cattivo, se vendieron a United Artists por unos 900.000 dólares.
En enero de 1966, Eastwood conoció al productor italiano Dino De Laurentiis en Nueva York y aceptó participar en una producción compuesta por cinco partes titulada Le Streghe (Las brujas) junto a la esposa del propio De Laurentiis, Silvana Mangano. La intervención de Eastwood, de solo diecinueve minutos de duración, se filmó en pocos días, pero su actuación no fue del agrado de la crítica. Dos meses después el actor comenzó el rodaje de la tercera entrega de la Trilogía del dólar, Il buono, il brutto, il cattivo, en la que una vez más volvía a poner cara a un misterioso Hombre sin nombre. Lee Van Cleef también repetía como un cruel busca fortunas, "el malo", y remataba el trío protagonista Eli Wallach en su papel más recordado, "el feo", interpretando al astuto bandido mexicano Tuco Ramírez. La historia gira en torno a la búsqueda de un alijo de oro confederado enterrado en un cementerio. Durante la filmación de la escena de la voladura del puente, Eastwood le pidió a Wallach que se retiraran hacia lo alto de una colina; «Yo sé de estas cosas», le dijo, «Mantente lo más alejado posible de los efectos especiales y de los explosivos». Minutos después se produjo una explosión prematura que pudo haber matado a Wallach.
| «Quise interpretarlo con pocas palabras y crear toda esta sensación a través de la actitud y el movimiento. Era el tipo de personaje que llevaba imaginando desde hacía tiempo, rodeado de misterio y que alude a lo que había sucedido en el pasado. Surgió después de pasar por la frustración de haber hecho Rawhide durante tantos años. Sentía que cuanto menos decía, más fuerte se hacía y más crecía en la imaginación de los espectadores». —Clint Eastwood sobre el personaje del Hombre sin nombre. |

La Trilogía del dólar no se estrenó en los EE. UU. hasta 1967, pero los tres filmes fueron un éxito de taquilla, en especial la última entrega, lo que convirtió a Eastwood en una gran estrella del cine. Sin embargo, los críticos fueron muy duros con estos spaghetti western, lo que marcó el principio de la batalla del actor por ganarse el respeto de los críticos estadounidenses. Renata Adler, del periódico The New York Times, dijo que Il buono, il brutto, il cattivo, que hoy es considerada una obra maestra, era «la más cara, piadosa y repelente película de la historia de este género particular». Algunos críticos como Vincent Canby y Bosley Crowther elogiaron la frialdad del actor que interpretaba al alto y solitario protagonista. El distintivo estilo cinematográfico de Sergio Leone fue muy aclamado, incluso por los críticos que menospreciaron sus películas.
El estrellato le deparó más papeles en el cine a Eastwood. Firmó para protagonizar el western revisionista americano Hang 'Em High (Cometieron dos errores, 1968), en el que interpreta a un Marshal que busca venganza tras ser ahorcado y dado por muerto. El actor ingresó 400.000 dólares por esta película y un 25% de la recaudación en taquilla. Con el dinero que había ganado gracias al éxito de la Trilogía del dólar, Eastwood fundó, con ayuda de su contable y asesor Irving Leonard, su propia compañía de producción, Malpaso Productions, llamada así por el arroyo Malpaso que hay en la propiedad que Eastwood tiene en el condado de Monterrey, California. Leonard consiguió que Hang 'Em High fuera una coproducción con United Artists, y cuando el filme se estrenó en julio de 1968 fue un gran éxito de crítica y público. El crítico del New York Post Archer Winsten describió la película como «un western de calidad, valentía, peligro y emoción».
Antes del estreno de Hang 'Em High, Eastwood había comenzado a rodar Coogan's Bluff (La jungla humana, 1968), sobre un sheriff de Arizona que intenta capturar a un criminal psicópata (Don Stroud) por las calles de Nueva York. La película, dirigida por Don Siegel, fue producida por los Universal Studios, y Eastwood recibió un salario de 1 millón de dólares, más del doble que en su anterior película. Jennings Lang había conseguido que el actor y el director se conocieran y ambos entablaron una estrecha amistad, gracias a la cual a lo largo de una década colaboraron en cinco películas. El rodaje había comenzado en noviembre de 1967, antes incluso de que el guion estuviera acabado. El filme causó controversia por su retrato de la violencia y en él Eastwood perfiló su prototipo de policía duro que poco después inmortalizaría en la saga de Harry el Sucio. Coogan's Bluff también fue su primera colaboración con el compositor argentino Lalo Schifrin, quien pondría música a varios filmes de Eastwood durante los años 1970 y 1980.
Por su participación en El desafío de las Águilas (1968) el actor ganó 750.000 dólares. La película está ambientada en la Segunda Guerra Mundial y recrea la infiltración tras las líneas enemigas de un grupo de paracaidistas para rescatar a un general estadounidense preso en una fortaleza de la Gestapo en los Alpes. Richard Burton interpreta al líder del grupo y Eastwood a su hombre de confianza. En esa época el actor participó en el único musical de su carrera, La leyenda de la ciudad sin nombre (1969), en la que él y Lee Marvin interpretan a dos mineros que comparten la misma mujer (Jean Seberg). El mal tiempo y los retrasos dificultaron el rodaje hasta el extremo de que la producción superó los 20 millones de presupuesto, una gran suma para la época, y tampoco tuvo éxito de crítica o público, aunque por otra parte fue nominada al Globo de Oro a la mejor película en la categoría de comedia o musical.

#### Década de 1970
En 1970, Eastwood protagonizó Two Mules for Sister Sara (Dos mulas y una mujer) junto a Shirley MacLaine, con dirección de Don Siegel. La película cuenta la historia de un mercenario estadounidense que comienza rescatando a una monja en un ataque a un pequeño poblado, aunque esta resulta ser una prostituta disfrazada, que acaba ayudando a un grupo de rebeldes juaristas en el México del emperador Maximiliano I. En esta película el actor volvió a interpretar a un misterioso pistolero ataviado con un sarape, sin afeitar y que gusta de fumar cigarros. Aunque en su momento el filme fue recibido con tibieza por la crítica, el periódico New York Times lo incluyó en su lista de las mil mejores películas de la historia. También en 1970 el actor trabajó en Kelly's Heroes (Los violentos de Kelly), donde formaba parte de un grupo de soldados estadounidenses que roban una fortuna en oro a los nazis durante la Segunda Guerra Mundial, en la que compartió cartel con Donald Sutherland y Telly Savalas. Kelly's Heroes fue la última película en la que actuó Eastwood que no fuera producida por su propia compañía, Malpaso. La crítica alabó el filme y se reconoció su mensaje antibelicista. En el invierno de 1969 a 1970 Eastwood y Siegel comenzaron a planear su próximo proyecto, El seductor, la historia de un soldado unionista herido en la guerra de Secesión estadounidense que es rescatado por una jovencita de un colegio femenino del sur del país; allí conquistará a varias mujeres durante su proceso de recuperación. En Francia esta película fue muy bien acogida y allí se considera uno de los mejores trabajos del actor, aunque en taquilla recaudó muy poco y, según Eastwood y Lang, fracasó por la mala campaña publicitaria y por el rol «emasculado» del protagonista.
La carrera de Eastwood tuvo un punto de inflexión en 1971. Antes de la muerte de Irving Leonard, él y el actor habían hablado sobre la intención de la productora Malpaso de rodar Play Misty for Me (Escalofrío en la noche, 1971), una película en la que por primera vez Clint tendría todo el control creativo que deseaba y que supondría su debut como director. El guion se centraba en un músico de jazz llamado Dave (Eastwood), que tiene una relación ocasional con Evelyn (Jessica Walter), una oyente de radio que había estado llamando insistentemente a la emisora para pedirle que tocara su canción favorita, «Misty», de Erroll Garner. Cuando Dave pone fin a la relación, Evelyn se convierte en una violenta asesina. El rodaje dio comienzo en Monterrey en septiembre de 1970, y en la película se incluyeron imágenes del Monterey Jazz Festival de aquel año. El filme y la labor de Eastwood tras la cámara fueron elogiados por la crítica, mientras que la protagonista femenina Jessica Walter fue nominada al Globo de Oro a mejor actriz en la categoría de drama.
Ese mismo año Eastwood rodó Harry, el sucio, de nuevo a las órdenes de Don Siegel. La película, escrita por Harry Julian Fink y Rita M. Fink, se centra en un duro inspector de policía de Nueva York (ciudad que luego fue sustituida por San Francisco) llamado Harry Callahan que se propone detener por cualquier medio a un asesino psicótico. Harry, el sucio, es quizá el personaje más memorable de Clint Eastwood, y sobre él opina el escritor Eric Lichtenfeld que fue el «primer verdadero arquetipo» del cine de acción. Algunas de sus frases, como la citada en el cuadro de la derecha, están entre las más memorables de la historia del cine e incluso son consideradas por algunos historiadores de las armas de fuego, como Garry James y Richard Venola, como impulsoras de un aumento sin precedentes de la venta del revólver Smith & Wesson Modelo 29 con cartuchos .44 Magnum en los EE. UU., utilizado por Harry Callahan en la gran pantalla. Harry, el sucio fue un gran éxito desde su estreno en diciembre de 1971 y recaudó 22 millones de dólares solo en Norteamérica, lo que la convirtió en la película más taquillera de todas las dirigidas por Don Siegel, y dio inicio a una saga cinematográfica compuesta por un total de cinco filmes. Aunque muchos críticos alabaron la interpretación de Eastwood como el duro policía Harry Callahan, como Jay Cocks de la revista Time, que la describió como «su mejor papel de lejos, tenso, duro, plenamente identificado con su personaje», el filme también recibió acusaciones de ser fascista.
Después de que Sean Connery anunciara que no interpretaría de nuevo a James Bond, los productores de la saga del espía se pusieron en contacto con Eastwood para ofrecerle el papel, y este lo rechazó porque pensaba que ese rol lo debía interpretar un actor inglés. Su siguiente papel protagonista fue en el filme Joe Kidd (1972), basado en un personaje inspirado en Reies López Tijerina, que atacó unos juzgados en Tierra Amarilla (Nuevo México) en junio de 1967. Durante el rodaje el actor sufrió síntomas de una infección bronquial y varios ataques de pánico. Joe Kidd recibió críticas dispares; Roger Greenspun, de The New York Times, escribió que no tenía nada destacable, con un simbolismo absurdo y un montaje descuidado, aunque alabó la interpretación de Eastwood.

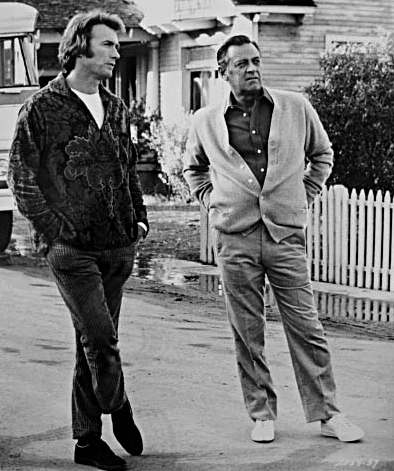
Clint Eastwood dirigiendo a William Holden en Breezy (1973).

En 1973 Clint Eastwood dirigió su primer western, High Plains Drifter (Infierno de cobardes), en el que compartió cartel con Verna Bloom, Marianna Hill, Billy Curtis, Paul Brinegar (de la serie Rawhide) y Geoffrey Lewis. La película trata un tema moral y sobrenatural que después sería emulado en El jinete pálido: un misterioso forastero (Eastwood) llega a una ciudad del oeste donde sus habitantes lo contratan para que los proteja de tres criminales que saldrán muy pronto de la cárcel. Durante toda la película se juega con la confusión de si el forastero es el hermano del sheriff, a quien los criminales lincharon y asesinaron, o su fantasma; asimismo el metraje está salpicado de toques alegóricos y de humor negro por influencia del cine de Sergio Leone. La crítica recibió la película con opiniones dispares, pero fue un gran éxito de taquilla. El crítico Arthur Knight, del Saturday Review, dijo que Eastwood había «absorbido los enfoques de Siegel y Leone, y los había fusionado con su propia visión paranoica de la sociedad». John Wayne, que había rechazado un papel en la película, envió una carta a Eastwood poco después del estreno del filme en la que se quejaba de que «los habitantes de la ciudad no representaban el verdadero espíritu del pionero estadounidense, el espíritu que hizo grande al país».
El siguiente proyecto del actor y director fue Breezy (Primavera en otoño, 1973), una historia sobre el florecimiento del amor entre un hombre maduro y una adolescente. Durante el casting para esta película Eastwood conoció a Sondra Locke, una actriz que trabajaría en numerosos papeles en sus películas en los siguientes diez años y que se convertiría en una figura muy importante de la vida del cineasta. Kay Lenz fue seleccionada para el papel de Breezy porque Locke, que entonces tenía 29 años, les pareció demasiado mayor. La película se filmó muy rápidamente gracias a la eficiencia de Eastwood y del director de fotografía Frank Stanley, que la acabaron tres días antes de lo previsto y habiendo gastado 1 millón de dólares menos de lo presupuestado. Sin embargo, la película no gozó del favor del público y la crítica.
Terminado el rodaje de Breezy, Warner Brothers anunció que Eastwood había aceptado retomar su papel de Harry Callahan en Magnum Force (Harry, el fuerte, 1973), secuela de Harry, el sucio, en la que un grupo de jóvenes y violentos oficiales de la policía de San Francisco (entre ellos David Soul, Robert Urich y Tim Matheson) se toman la justicia por su mano asesinando a los peores criminales de la ciudad. Aunque el filme fue todo un éxito de taquilla en los Estados Unidos, no obtuvo buenas opiniones de la crítica especializada. La crítica de The New York Times Nora Sayre señaló los temas morales a menudo contradictorios de la película, mientras que el periodista Frank Rich la llamó «lo mismo de siempre».
En 1974 Eastwood formó equipo con Jeff Bridges y George Kennedy en Thunderbolt and Lightfoot (Un botín de 500.000 dólares), una road movie sobre el veterano ladrón de bancos Thunderbolt (Eastwood) y el joven timador Lightfoot (Bridges). Tras su estreno en primavera de 1974, la película recibió elogios por su poco convencional tono cómico mezclado con suspense y tragedia, pero no obtuvo una gran recaudación. Los críticos resaltaron la actuación de Eastwood, pero resultó eclipsado por el gran papel de Bridges, que fue nominado al premio Óscar a mejor actor secundario. Eastwood se enfadó por el poco reconocimiento de los premios de la Academia a su labor y juró que no volvería a trabajar para la productora United Artists.
La siguiente película dirigida y protagonizada por Eastwood, The Eiger Sanction (Licencia para matar, 1975), estuvo basada en la aclamada novela de espías de Trevanian La sanción del Eiger. El actor interpreta a Jonathan Hemlock (papel que en principio estaba destinado a Paul Newman), un asesino reconvertido en profesor de arte que decide retomar su antigua profesión a cambio de obtener un valioso cuadro de Camille Pissarro. Para conseguirlo deberá escalar la peligrosa cara norte del pico Eiger, en Suiza. En este filme Eastwood volvió a contar con el actor George Kennedy. Mike Hoover enseñó a escalar al cineasta durante varias semanas del verano de 1974 en Yosemite y el rodaje comenzó en Grindelwald el 12 de agosto de ese año. El equipo de filmación, que había sido advertido de los peligros de una montaña como el pico Eiger, sufrió diversos accidentes, uno de ellos fatal. A pesar de todo, Eastwood decidió realizar él mismo todas sus escenas de escalada. Estrenada en mayo de 1975, The Eiger Sanction fue un fracaso comercial y de crítica, pues Joy Gould Boyum, de The Wall Street Journal, dijo que era «fantasía brutal». El cineasta culpó a Universal Studios por la mala promoción de la película y le dio la espalda a este estudio para firmar en su lugar un acuerdo con Warner Bros. que perdura hasta la actualidad.
The Outlaw Josey Wales (El fuera de la ley, 1976), un western inspirado en la novela homónima publicada en 1972 por Asa Carter, está protagonizado por Josey Wales (Eastwood), un granjero de Misuri que tras el asesinato de su familia por soldados yanquis se une a los guerrilleros confederados que siguen luchando contra la Unión, incluso después del fin de la guerra. Chief Dan George y Sondra Locke completan los papeles principales. El director Philip Kaufman fue despedido por el productor Bob Daley por orden del propio Eastwood, una decisión que llevó a que el Sindicato de directores de Estados Unidos les obligara a indemnizarlo con 60.000 dólares y a que este organismo aprobara una nueva norma en la que se reservaba el derecho a imponer multas mayores a los productores por el despido de un director. La cinta fue preestrenada en Sun Valley (Idaho) durante una conferencia de seis días titulada Películas del oeste: mitos e imágenes. En este pase previo de la película dirigida y protagonizada por Clint Eastwood estuvieron presentes críticos prestigiosos como Jay Cocks y Arthur Knight, y directores de la talla de King Vidor, William Wyler y Howard Hawks. En su estreno para el gran público en agosto de 1976, el filme fue muy bien recibido y el personaje de Eastwood enseguida se convirtió en un icono del pasado ancestral de los Estados Unidos y del destino de la nación tras la brutal guerra de Secesión. El crítico Roger Ebert comparó la naturaleza y vulnerabilidad de Josey Wales con la del Hombre sin nombre de la Trilogía del dólar y elogió la atmósfera del filme. La revista Time la incluyó entre su lista de las diez mejores películas de aquel año.
En esa época le ofrecieron a Clint Eastwood el papel de Benjamin L. Willard en la película Apocalypse Now, de Francis Ford Coppola, pero declinó su participación porque no deseaba pasar varias semanas de rodaje en Filipinas. Asimismo, rechazó el rol del líder de pelotón en un filme de Ted Post sobre la guerra de Vietnam, Go Tell the Spartans (La patrulla, 1978), para rodar en su lugar el tercer filme de la saga de Harry Callahan, The Enforcer (Harry, el ejecutor, 1976). En esta ocasión se enfrenta a un grupo de sádicos terroristas que se hacen llamar «Acción Revolucionaria del Pueblo» y que tratan de dominar la ciudad de San Francisco. Callahan y su nueva ayudante (interpretada por Tyne Daly), deberán rescatar al alcalde, a quien los terroristas han secuestrado. La película, que culmina con un tiroteo en la prisión de Alcatraz, tuvo un metraje bastante más corto que las anteriores entregas del duro policía, pero de nuevo fue un gran éxito comercial, tanto que se convirtió en el filme más taquillero del actor hasta la fecha.
En 1977 dirigió y protagonizó The Gauntlet (Ruta suicida), en la que pone cuerpo a un policía adicto a la bebida que debe escoltar a una prostituta desde Las Vegas hasta Phoenix, para que pueda testificar en el juicio contra un mafioso. Sin embargo, la misión resulta ser más difícil de lo esperado, ya que alguien muy poderoso está empeñado en que no lleguen a su destino. Fue un éxito comercial moderado y los críticos la recibieron con disparidad de opiniones pues muchos opinaron que era demasiado violenta. Las críticas más duras vinieron de la némesis habitual del cineasta, Pauline Kael, que dijo del filme que era «un cuento barnizado con un lenguaje soez y adornado con violencia», mientras que Roger Ebert, por el contrario, le otorgó tres estrellas y dijo que era «…clásico Clint Eastwood: rápida, furiosa y divertida». En 1978 el actor participó en Every Which Way but Loose (Duro de pelar), de nuevo acompañado por Sondra Locke. En un rol cómico poco habitual, el actor es Philo Beddoe, un camionero de aspecto bonachón que se hace acompañar por un orangután que ganó en una apuesta y está enamorado de una cantante llamada Lynn que no quiere compromisos serios. Este filme, vapuleado por la crítica, fue un éxito de público inesperado y llegó a ser la película más exitosa del actor hasta entonces.
En 1979 Clint Eastwood protagonizó la quinta y última colaboración con su amigo Don Siegel, Escape from Alcatraz (Fuga de Alcatraz, 1979), en la que recrean la verdadera historia de Frank Morris, uno de los tres presos que se fugaron en 1962 de la prisión de máxima seguridad de Alcatraz, en la bahía de San Francisco. El filme fue un éxito rotundo: Stanley Kauffmann, de The New Republic, la llamó «cine cristalino», y Frank Rich, de Time, la describió como «fresca, gracia cinematográfica». Esta producción marcó el inicio de un período de la carrera de Eastwood muy aclamado por la crítica.

#### Década de 1980

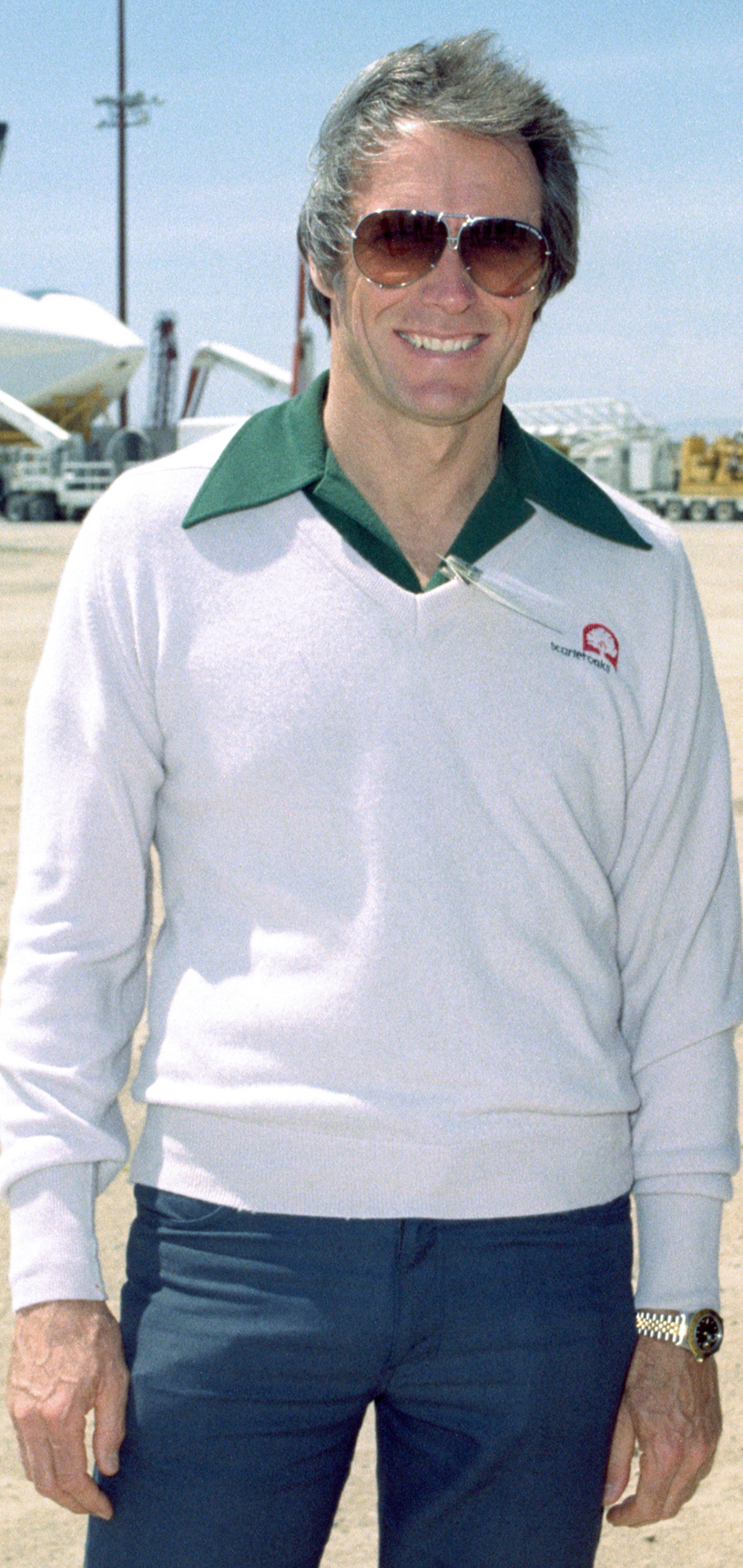
Clint Eastwood en 1981.

En 1980 Eastwood dirigió e interpretó el papel protagonista de Bronco Billy, filme en el que apareció junto a Sondra Locke, Scatman Crothers y Sam Bottoms. El biógrafo Richard Schickel asegura que el personaje de Bronco Billy es el más autorreferencial de la carrera del actor, aunque la película fue un fracaso comercial. La crítica, por su parte, alabó la cinta: Janet Maslin, de The New York Times, escribió que era «la mejor y más divertida película de Clint Eastwood en mucho tiempo», además de elogiar su labor de dirección y la manera intrincada en que yuxtapone el viejo y el nuevo Oeste. En navidades de ese mismo año se estrenó la secuela de Duro de pelar, Any Which Way You Can (La gran pelea), que recibió críticas muy negativas pero fue una de las cinco películas más taquilleras del año.
En 1982 se estrenó Honkytonk Man (El aventurero de medianoche), basada en la novela de Clancy Carlile sobre la época de la Gran Depresión. Eastwood volvió a cumplir la doble función de director y protagonista interpretando a Red Stovall, un cantante enfermo de tuberculosis al que le dan la oportunidad de actuar en el certamen de música country Grand Ole Opry, en Nashville, Tennessee, a donde lo acompaña para grabar una canción su joven sobrino (interpretado por su hijo Kyle Eastwood). El filme no fue muy bien acogido por la crítica especializada, que resaltó su poco afortunada mezcla de humor mudo y tragedia. Sin embargo, en Francia la película fue muy alabada y se la comparó con una obra maestra como Las uvas de la ira, de John Ford, y en la actualidad tiene una excelente calificación en la web de valoración cinematográfica Rotten Tomatoes. También en 1982 llegó a los cines otra cinta dirigida y protagonizada por Eastwood, Firefox, que trata el tema de la Guerra Fría. Este filme se inspira en la novela homónima que Craig Thomas publicó en 1977. Filmada antes del estreno de Honkytonk Man en localizaciones de Austria para simular escenarios de la Unión Soviética, Firefox fue la película más cara rodada hasta entonces por Eastwood, con un presupuesto de 20 millones de dólares. En la revista People se comparó la actuación del actor con «Luke Skywalker atrapado en el alma de Harry, el sucio».
La cuarta entrega de la saga de Harry, el sucio, titulada Sudden Impact (Impacto súbito, 1983), no solo estuvo protagonizada por Eastwood, sino que también se ocupó de la dirección. Filmada en primavera y verano de 1983, esta cinta es considerada la más oscura y violenta de toda la saga. En esta época el cineasta ya recibía el 60% de todos los beneficios de las películas que protagonizaba y dirigía, mientras que el resto de los ingresos se los embolsaba la productora. Sudden Impact fue además la última película en la que trabajó con Sondra Locke, que en esta ocasión hace el rol de una artista que, junto con su hermana, fue violada diez años atrás. Su hermana quedó en estado vegetativo y por ello busca venganza asesinando sistemáticamente a todos los violadores. La frase «Anda, alégrame el día», pronunciada por Harry en una escena de tiroteo en una cafetería, es una de las más famosas e icónicas de la historia del cine, entre otras cosas porque fue empleada por el presidente de los EE. UU. Ronald Reagan en un discurso ante el Congreso y usada durante la campaña presidencial de 1984. Esta cuarta entrega de Harry Callahan fue la que más dinero recaudó en taquilla y recibió elogios de la crítica por sus aspectos feministas a través de exploración de las consecuencias físicas y psicológicas de una violación.
Tightrope (En la cuerda floja, 1984) es una provocativa película de suspense inspirada en unos artículos de periódico que relataban las andanzas de un huidizo violador. Ambientada en Nueva Orleans para evitar la confusión con los filmes de Harry, el sucio, en esta ocasión el personaje de Eastwood es un policía divorciado al que asignan el caso de un violador y asesino en serie de mujeres que actúa en el famoso y conflictivo Barrio Francés. La investigación se transforma en un reto psicológico para él cuando descubre que su personalidad y comportamiento tienen muchos puntos en común con el sadomasoquismo del asesino. La hija del cineasta, Alison, que entonces tenía 11 años, también aparece en el filme. Esta producción fue un éxito de crítica y público y consiguió ser el cuarto filme más taquillero con la clasificación de «sólo para adultos» de 1984. En ese año el actor también encabezó el cartel, junto a Burt Reynolds, de una comedia ambientada en los años 1930, City Heat (Ciudad muy caliente), en la que un detective privado y su socio se ven envueltos en un feo asunto con unos gánsteres durante la ley seca. El éxito comercial de esta cinta solo se vio superado ese año por Beverly Hills Cop (Superdetective en Hollywood), de Eddie Murphy.
| Los westerns. Un tiempo pasado, el pionero, el solitario que se las apañaba por sí mismo, sin el beneficio de la sociedad. Normalmente tiene algo que ver con la venganza, se toma la venganza por su mano, no llama a la policía. Como Robin Hood. Es la última frontera masculina, un mito romántico, supongo, aunque es difícil pensar en nada romántico en la actualidad. En un western puedes pensar, Jesús, hubo un tiempo en el que el hombre estaba solo, a caballo, allí donde la humanidad todavía no había echado a perder la tierra. —Eastwood sobre el atractivo filosófico de retratar hombres solitarios en los westerns. |

El cineasta hizo su única incursión en la realización televisiva en 1985, cuando dirigió un episodio de Amazing Stories titulado «Vanessa en el jardín», protagonizado por Harvey Keitel y Sondra Locke. Esta fue además su primera colaboración con Steven Spielberg, quien dos décadas después haría de coproductor en Cartas desde Iwo Jima y Banderas de nuestros padres. Eastwood revisitó una vez más el género del western en El jinete pálido, una cinta dirigida y protagonizada por él que se basa en el filme Shane (Raíces profundas, 1953) y narra la historia de un misterioso y frío predicador que decide defender a unos colonos que sufren el acoso de unos mineros durante la Fiebre del oro de California, hacia 1850. El título es una referencia a los cuatro Jinetes del Apocalipsis, uno de los cuales cabalga un caballo pálido y representa a la Muerte. Asimismo, la historia guarda similitudes con otra película del director, High Plains Drifter (Infierno de cobardes, 1973) por su retrato de la moralidad y la justicia, así como por la exploración de lo sobrenatural. El jinete pálido fue uno de los filmes más exitosos de Eastwood hasta entonces, aclamada como una de las mejores películas del año y como el mejor western en mucho tiempo. Gene Siskel, del Chicago Tribune, escribió que «Este año pasará a la historia del cine como el momento en que Clint Eastwood finalmente se ganó el respeto como artista».
En 1986 el actor y director coprotagonizó junto a Marsha Mason el drama militar Heartbreak Ridge (El sargento de hierro), cuya trama gira alrededor de la invasión estadounidense de la isla caribeña de Granada en 1983. Eastwood pone rostro a un duro sargento de artillería del cuerpo de Marines y veterano de la guerra de Corea. La producción y rodaje de esta película se vieron empañados por los desacuerdos de Eastwood con su viejo amigo y productor Fritz Manes, así como por las quejas sobre el argumento que expresó el Departamento de Defensa de los Estados Unidos. En el momento de su estreno la cinta tuvo más éxito comercial que de crítica, aunque hoy en día goza de mayor aprecio.
En 1988 Eastwood apareció en The Dead Pool (La lista negra), quinto y último filme de la saga de Harry, el sucio. Dirigida por Buddy van Horn, en el reparto están Patricia Clarkson, Liam Neeson y un joven Jim Carrey que interpreta a una estrella del rock adicta a las drogas que se convierte en la primera víctima de una lista de ocho celebridades elaborada por el director de cine de terror Peter Swan (Neeson). El listado es robado por un fanático que, imitando a su director favorito, comienza a asesinar a esas celebridades, entre las que está Harry Callahan. The Dead Pool no tuvo tanto éxito de taquilla como sus predecesoras y en general se considera la más floja de la saga de Harry Callahan, aunque el prestigioso crítico Roger Ebert la calificó tan buena como la original.
Entre 1988 y 1992 Eastwood comenzó a trabajar en proyectos más pequeños y personales y experimentó un parón en su carrera. Siempre interesado en el jazz, dirigió Bird (1988), una película biográfica sobre el músico Charlie «Bird» Parker, interpretado por Forest Whitaker. El saxofonista Jackie McLean y el director de cine Spike Lee, hijo del músico de jazz Bill Lee y habitual detractor del cine de Eastwood, criticaron negativamente el retrato fílmico de Charlie Parker señalando que no captaba su verdadera esencia y sentido del humor. A pesar de ello, Eastwood fue galardonado con dos premios Globos de Oro (uno de ellos a mejor director) y recibió el premio Cecil B. DeMille a su dilatada trayectoria. Bird no triunfó en taquilla, algo que el cineasta atribuyó al declive del interés por el jazz entre los afroamericanos.
Jim Carrey volvería a aparecer en otra película de Eastwood, El Cadillac rosa (1989), coprotagonizada por Bernadette Peters. La trama gira alrededor de un cazarrecompensas (Eastwood) y un grupo de supremacistas blancos que persiguen a una mujer inocente que intenta escapar en el preciado coche Cadillac de color rosa de su marido. La cinta fue un fracaso de crítica y público y marcó uno de los momentos más bajos en la carrera del cineasta.

#### Década de 1990
En 1990 se estrenó Cazador blanco, corazón negro, en la que Clint Eastwood volvió a cumplir su habitual doble papel de protagonista y director para llevar a la gran pantalla la novela en clave de Peter Viertel sobre John Huston y el rodaje de la película La reina de África. Filmada en Zimbabue en el verano de 1989, Cazador blanco, corazón negro tuvo cierto éxito entre la crítica especializada, pero su estreno comercial fue limitado y obtuvo poca recaudación en taquilla. También en 1990 Eastwood dirigió y coprotagonizó junto a Charlie Sheen The Rookie (El principiante), un filme policíaco de acción. La crítica encontró la trama y la caracterización muy poco convincentes, aunque elogió sus escenas de acción. La película no se exhibió en los cines en 1991 por culpa de una denuncia legal que se interpuso por el supuesto choque del coche de Eastwood contra el de una mujer, aunque el cineasta ganó el pleito.
Eastwood revisitó el género del western por última vez en 1992, cuando dirigió y protagonizó la universalmente aclamada Unforgiven (Sin perdón). William Munny (Eastwood) es un pistolero retirado, viudo y padre de familia, que tiene dificultades económicas para sacar adelante a sus hijos y por ello su única salida es hacer un último trabajo. El guion de la película estaba escrito desde 1976 y había tenido títulos como The Cut-Whore Killings y The William Munny Killings, pero el director había retrasado el proyecto hasta que él fuera lo suficientemente mayor para interpretar de forma creíble al protagonista y saborear su último personaje en un western. Unforgiven fue un tremendo éxito de crítica y público: Jack Methews, de Los Angeles Times, la describió como «el mejor western clásico desde The Searchers (Centauros del desierto, 1956) de John Ford». La película fue nominada a nueve premios Óscar y ganó cuatro, entre ellos mejor película y mejor director para Eastwood. En junio de 2008 Unforgiven apareció en el cuarto lugar de la lista de los mejores western norteamericanos elaborada por el American Film Institute, solo por detrás de Shane (Raíces profundas, 1953), High Noon (Solo ante el peligro, 1952) y Centauros del desierto.
Frank Horrigan es el nombre del agente del servicio secreto que Eastwood interpreta en En la línea de fuego (1993), dirigida por Wolfgang Petersen y coprotagonizada por John Malkovich y Rene Russo. Horrigan es un agente atormentado por no haber podido impedir el asesinato del presidente John F. Kennedy. La cinta fue una de las diez más taquilleras de ese año e ingresó más de 200 millones de dólares solo en los EE. UU. También en 1993 llegó a los cines la nueva película dirigida por Eastwood, Un mundo perfecto. Kevin Costner protagoniza una historia ambientada en los años 1960 e interpreta a un convicto fugado que emprende una huida por carretera junto a un niño (T.J. Lowther) mientras es perseguido por un Ranger de Texas (Eastwood). Janet Maslin de The New York Times escribió que este filme es el punto culminante de la carrera de Eastwood detrás de las cámaras y hoy en día sigue siendo considerado uno de sus trabajos como director más infravalorados.

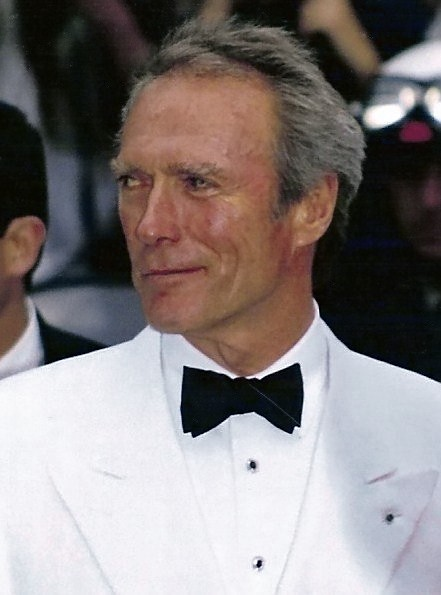
Clint Eastwood en el Festival Internacional de Cine de Cannes de 1994.

Durante el Festival de Cannes de 1994 Clint Eastwood recibió la medalla de la Orden de las Artes y las Letras de Francia y en mayo de 1995 fue galardonado con el Premio en memoria de Irving Thalberg durante la 67.ª Entrega de los Premios Óscar. También en 1995 se estrenó una de sus películas más aclamadas, Los puentes de Madison, un drama romántico junto a Meryl Streep. La película se basa en una novela de Robert James Waller que relata la breve historia de amor entre Robert Kincaid (Eastwood), fotógrafo de la revista National Geographic, y un ama de casa de ascendencia italiana que vive en una granja, Francesca (Streep). A pesar de que la novela no había recibido buenas críticas y de que su historia no parecía muy apta para una adaptación cinematográfica, la habilidad de Eastwood como director la convirtió en un éxito crítico y comercial. Roger Ebert escribió sobre la película: «Streep y Eastwood tejen un hechizo, y está basada en ese particular conocimiento del amor y de uno mismo que se consigue en la madurez». Los puentes de Madison fue nominada tanto al Globo de Oro a mejor película como al premio César en Francia a mejor película extranjera, mientras que Meryl Streep obtuvo sendas nominaciones al Globo de Oro y el premio Óscar.
En 1997 se estrenó Poder absoluto, un filme de suspense político nuevamente dirigido y protagonizado por Eastwood y con Gene Hackman, villano en Unforgiven, en uno de los papeles principales. El protagonista es un veterano ladrón que es testigo involuntario de un asesinato que involucra al Presidente de los Estados Unidos. La cinta recibió críticas dispares. A finales de ese año llegaba a los cines su nuevo proyecto, Medianoche en el jardín del bien y del mal, inspirada en el libro de John Berendt y con John Cusack, Kevin Spacey y Jude Law en los papeles principales. Al igual que con la otra película del director estrenada ese año, la crítica no se mostró muy entusiasmada. Dos años después, en 1999, Eastwood rodó True Crime (Ejecución inminente), en la que se pone en la piel de un periodista que se está recuperando de su adicción al alcoholismo y que descubre que un preso que va a ser ejecutado (interpretado por Isaiah Washington) es en realidad inocente. Su hija en la vida real, Francesca, hace el papel de su hija en la ficción. True Crime fue recibida con tibieza entre la crítica y fracasó en taquilla, pues solo recaudó la mitad de su presupuesto y fue su película menos exitosa de toda la década sin contar a Cazador blanco, corazón negro, que tuvo un estreno muy limitado.

#### Década de 2000
Space Cowboys, dirigida y protagonizada por Eastwood, se estrenó en el 2000 con un elenco protagonista que completaban Tommy Lee Jones, Donald Sutherland y James Garner. Los cuatro forman un grupo de veteranos expilotos de pruebas que son enviados al espacio para reparar un viejo satélite soviético. La banda sonora original fue compuesta por el propio Eastwood y por Lennie Niehaus. Space Cowboys fue elogiada por casi toda la crítica, aunque Roger Ebert señaló que estaba «demasiado segura dentro de su estructura de historia tradicional para hacerla parecer arriesgada». En taquilla también tuvo éxito pues recaudó unos 90 millones, más que las dos películas anteriores del cineasta juntas. En 2002 veía la luz el filme de suspense Deuda de sangre, en la que Eastwood es un exagente del FBI que persigue a un asesino sádico (Jeff Daniels) en una historia que se inspira lejanamente en la novela homónima de Michael Connelly publicada en 1998. Este nuevo filme no funcionó en taquilla y la crítica se mostró dividida en su valoración, pues en la web Rotten Tomatoes la describen como «bien hecha, pero lastrada por un ritmo aletargador». A pesar de esas valoraciones, Eastwood recibió por esta película el premio Future Film Festival Digital en el Festival de Venecia de ese año.
| Clint es un verdadero artista en todos los aspectos. A pesar de los años que lleva en lo más alto y de las películas legendarias que ha hecho, siempre nos hace sentir a gusto y valorados en los rodajes, tratándonos como iguales. —El actor Tim Robbins sobre su trabajo con Eastwood. |

En 2003 Eastwood estrenó una película en la que únicamente cumplía funciones de director, Mystic River, un drama muy sombrío que relata la historia de dos tragedias separadas por veinticinco años, un secuestro con abusos sexuales y un asesinato, que tienen como nexo de unión a tres amigos (interpretados por Sean Penn, Kevin Bacon y Tim Robbins). La película funcionó bien comercialmente, fue muy aplaudida por la crítica y ganó dos premios Óscar, mejor actor para Penn y mejor secundario para Robbins, además de otras dos nominaciones, a mejor director y mejor película. La cinta obtuvo una buena recaudación comercial y además, Eastwood fue nombrado mejor director del año por el Círculo de Críticos de Londres y por la Sociedad Nacional de Críticos de Cine de Estados Unidos.
Al año siguiente llegó a los cines la que quizá es la película más alabada de Clint Eastwood desde Unforgiven, Million Dollar Baby, un drama sobre el mundo del boxeo en la que el cineasta es director, productor, compositor de la banda sonora y protagonista. Frankie Dunn (Eastwood) es un entrenador solitario y adusto que regenta un gimnasio y que acepta a regañadientes preparar a una voluntariosa boxeadora, Maggie Fitzgerald (Hilary Swank). Million Dollar Baby fue un rotundo éxito de crítica y ganó cuatro premios Óscar, a mejor película, mejor director, mejor actriz y mejor actor secundario (Morgan Freeman). De esta manera, a sus 74 años Eastwood se convirtió en el más anciano de los 18 directores de cine que han dirigido dos o más filmes ganadores del Óscar a mejor película. Además, fue nominado a mejor actor y a los premios Grammy como autor de la banda sonora. El crítico A. O. Scott de The New York Times no dudó en calificar la nueva creación del cineasta como una «obra maestra» y en elegirla mejor película del año.

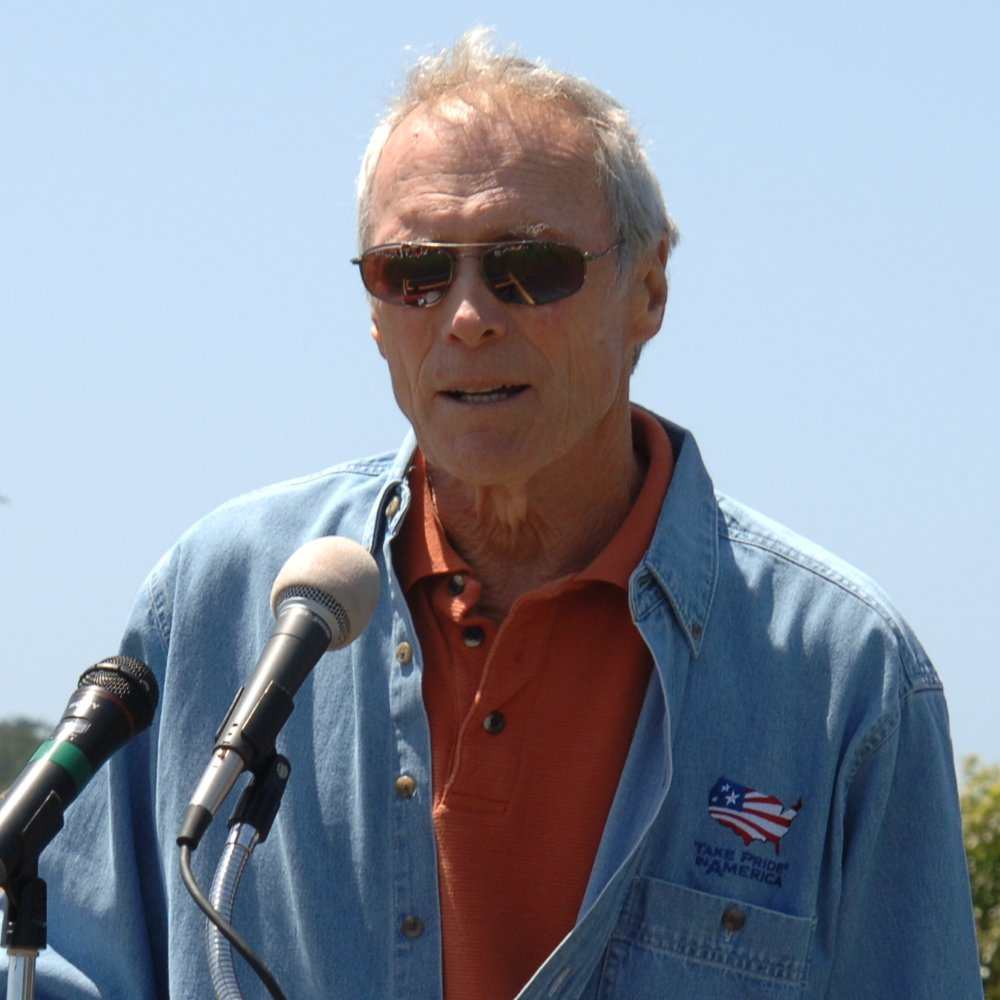
Clint Eastwood en 2005.

En 2006 dirigió dos películas sobre la batalla de Iwo Jima librada durante la Segunda Guerra Mundial. La primera, Flags of Our Fathers (Banderas de nuestros padres), contaba la historia de los soldados norteamericanos que izaron la bandera de su país en lo alto del monte Suribachi de la isla de Iwo Jima y además fue el debut cinematográfico del hijo del cineasta, Scott. La segunda película sobre este conflicto fue Cartas desde Iwo Jima, que muestra los preparativos japoneses para la defensa de la pequeña isla y las cartas que enviaron a casa a sus seres queridos. Cartas desde Iwo Jima fue la primera película estadounidense en retratar un conflicto íntegramente desde el punto de vista de su enemigo. Ambos filmes se ganaron los elogios de la crítica y varias nominaciones a los premios Óscar, entre ellas mejor director, mejor película y mejor guion original para Cartas desde Iwo Jima, mientras que en los Globos de Oro, Eastwood fue nominado a mejor director por ambas producciones y Cartas desde Iwo Jima recibió el premio a la mejor película en lengua no inglesa.
La siguiente película del cineasta fue Changeling (El intercambio, 2008), un drama basado en una historia real sucedida en los años 1920. Angelina Jolie protagoniza la historia de una madre soltera cuyo hijo desaparece sin dejar rastro. Algunos meses después, la policía le comunica que ha encontrado al niño, aunque nada más verlo se da cuenta de que es un impostor. Esta producción recaudó 110 millones de dólares, la mayoría fuera de su país de origen, y fue muy alabada; Damon Wise de la revista Empire la describió como «impecable» y Todd McCarthy de Variety dijo que era «emocionalmente poderosa». Una vez más el trabajo de Eastwood tras las cámaras se vio recompensado con nominaciones a los Globos de Oro por la banda sonora, a mejor dirección en los premios BAFTA británicos y a director del año por el Círculo de Críticos de Londres.
Ese mismo año el actor puso fin a cuatro años sin actuar en una película con su papel protagonista en Gran Torino, un filme en el que también dirige, produce y compone parte de la banda sonora junto a su hijo Kyle y a Jamie Cullum. El biógrafo Marc Eliot describió el personaje del actor en esta película como una «amalgama del Hombre sin nombre, Harry el sucio y William Munny, aquí envejecidos y cínicos, pero dispuestos y capaces de luchar cuando surgiera la necesidad». La recaudación de esta producción en su primer fin de semana en cartelera ascendió a 30 millones de dólares y en total llegó a sumar 268 millones, lo que la sitúa como una de las películas más taquilleras de toda la carrera de Clint Eastwood.
La película número treinta dirigida por Eastwood fue Invictus (2009), basada en la verdadera historia de la selección de Sudáfrica que ganó la Copa Mundial de Rugby de 1995. Morgan Freeman hace de Nelson Mandela y Matt Damon del capitán del equipo, François Pienaar. Las críticas a este drama deportivo fueron en general positivas: Roger Ebert le otorgó tres estrellas y media y la describió como «una película muy buena, con momentos que evocan gran emoción», y Todd McCarthy afirmó que «el filme de Clint Eastwood tiene una trayectoria predecible, pero todas las escenas rebosan detalles sorprendentes que se acumulan en una rica creación de historia, impresiones culturales y emoción». Por esta producción el cineasta fue nominado a mejor director en la 67.ª edición de los Globos de Oro.

#### Década de 2010
2010 fue el año de estreno del nuevo drama del director, Hereafter (Más allá de la vida), en la que narra paralelamente la historia de tres personajes que han tenido algún tipo de contacto con la muerte. En esta producción el cineasta volvió a contar con el actor Matt Damon, que interpreta a un psíquico. La premier de la película se celebró en el Festival Internacional de Cine de Toronto en septiembre de 2010 y recibió críticas dispares. La página web Rotten Tomatoes concluye que «a pesar de su premisa reflexiva y del estilo típico de Eastwood como director, Hereafter no consigue ser un drama convincente y se queda a medio camino entre el sentimentalismo patético y el tedio». Ese mismo año el cineasta ejerció de productor ejecutivo de un documental para el canal de televisión Turner Classic Movies (TCM) sobre el pianista de jazz Dave Brubeck con la intención de conmemorar el noventa aniversario de su nacimiento.
| Todo el mundo se pregunta por qué sigo trabajando a esta edad. Sigo trabajando porque siempre hay nuevas historias... Mientras la gente quiera que se las cuente, lo seguiré haciendo. —Eastwood sobre su dilatada carrera. |

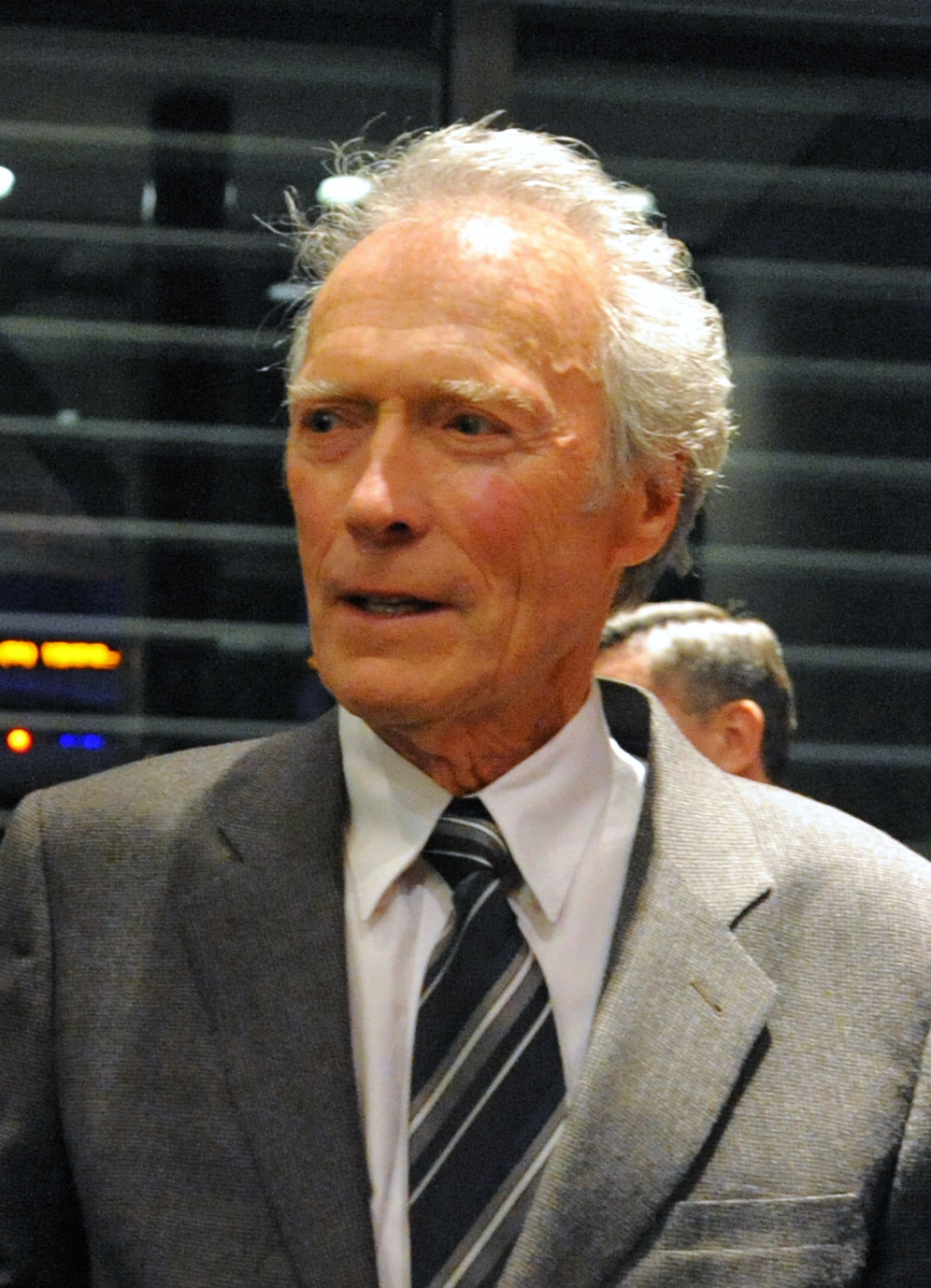
Eastwood en el estreno en Washington D. C. de J. Edgar (2011)

Al año siguiente, Eastwood dirigió una película biográfica titulada J. Edgar (2011), sobre el que fuera durante varias décadas director del FBI, John Edgar Hoover, con Leonardo DiCaprio en la piel del biografiado. El consenso en Rotten Tomatoes fue que «DiCaprio ofrece una actuación predeciblemente potente, pero J. Edgar tropieza en todos los demás aspectos». Roger Ebert opinó que el filme era «fascinante» y «magistral», y elogió la actuación del protagonista, mientras que David Edelstein, del New York Magazine, también alabó a DiCaprio pero dijo «es una lástima que J. Edgar sea tan deforme y torpe, con tantas líneas malas y lecturas peores». En enero de 2011 se anunció que Clint Eastwood estaba en conversaciones con la cantante Beyoncé Knowles para que protagonizara una tercera adaptación de la película de 1937 Ha nacido una estrella, pero el proyecto tuvo que ser pospuesto debido al embarazo de la artista. En 2012 el actor volvió a ponerse delante de las cámaras a sus 82 años en un drama sobre el mundo del béisbol titulado Trouble with the curve (Golpe de efecto), en el que interpreta a un veterano ojeador de jugadores de béisbol. La cinta la dirige Robert Lorenz, asistente de dirección de Eastwood en varias películas.
Centrado plenamente en su labor como director, en 2014 se estrenaron dos películas dirigidas por Eastwood. En junio llegó a los cines Jersey Boys (2014), un filme biográfico musical que adapta a la gran pantalla el espectáculo teatral del mismo título, ganador de un premio Tony, y que cuenta la historia del grupo musical The Four Seasons. Mayor resonancia tuvo la otra película del director californiano, American Sniper (2014), que se estrenó en diciembre de ese año. La historia, que en principio iba a dirigir Steven Spielberg, se centra en el francotirador del ejército estadounidense Chris Kyle, que intervino en la guerra de Irak. A pesar de las críticas negativas que recibió por su retrato del militar estadounidense, este filme tuvo un gran éxito entre el público y se convirtió en el más taquillero de 2014 y de toda la carrera de Eastwood. La película fue nominada a seis categorías en los premios Óscar 2014, incluida mejor película, y ganó el galardón a la mejor edición de sonido.
En su siguiente película, Sully (2016), Tom Hanks interpretó a Chesley Sullenberger, quien consiguió aterrizar con éxito el vuelo 1549 de US Airways en el río Hudson, con una maniobra de emergencia que salvó a todos los pasajeros a bordo. Según explicó: «Mi asistente me alcanzó varios guiones, uno de ellos se titulaba: Historia sin título sobre el capitán Sullenberger y el río Hudson. Yo ya conocía esa historia. Todos se salvaron. [Recordé] la icónica escena con los 155 pasajeros subidos a las alas del avión, en el río. Una noche, sin embargo, lo leí y pensé: "Oh, así que hay un conflicto aquí"». Estrenada en septiembre de 2016, la película supuso otro éxito comercial para Eastwood y, además, recibió críticas positivas.
La película 15:17 Tren a París (2018), que dirigió y produjo, está protagonizada por tres actores no profesionales, Spencer Stone, Anthony Sadler y Alek Skarlatos, que para la película recrearon su actuación en el atentado del tren Thalys de 2015, en el que frustraron el ataque de un hombre armado. Eastwood se interesó en hacer una película sobre este suceso cuando conoció a los tres en 2016, año en que les entregó el premio Guys Choice al heroísmo. Hacer que ellos se interpretaran a sí mismos en lugar de contar con actores profesionales se consideró una «gran apuesta»; el director afirmó: «No me arrepentí de mi decisión en ningún momento. Sin embargo, sí pensé: "¿Y qué pasa si estos tipos terminan haciendo un mal trabajo?" Pensar así te puede meter en líos. A veces, cuando tienes una buena idea, tienes que seguirla». Efectivamente, las interpretaciones de Stone, Sadler y Skarlatos fueron severamente juzgadas por la mayoría de los críticos.
Eastwood luego protagonizó, produjo y dirigió The Mule (2018), que se estrenó en diciembre de 2018. Interpretó al personaje de Earl Stone, el primer papel actoral de Eastwood desde Trouble with the Curve (2012). Fue escrita por Nick Schenk y está basada en un artículo del New York Times sobre la historia real de Leo Sharp, un veterano de la Segunda Guerra Mundial que a sus ochenta años se convirtió en traficante de drogas del Cártel de Sinaloa. El resto del elenco lo integran Bradley Cooper, Laurence Fishburne, Michael Peña, Dianne Wiest y Andy García.
En mayo de 2019, se anunció que Eastwood dirigiría Ballad of Richard Jewell  basada en la vida del heroico guardia de seguridad Richard Jewell, de quien se sospechó erróneamente en el atentado terrorista durante los Juegos Olímpicos de 1996 en Atlanta, Georgia. Más tarde retitulada simplemente Richard Jewell (2019) Eastwood dirigió y produjo la película, a través de Warner Bros. su décima película consecutiva con la compañía. Jonah Hill y Leonardo DiCaprio estaban originalmente programados para protagonizar la película en 2014, cuando iba a ser dirigida por Paul Greengrass, pero DiCaprio y Hill en última instancia actuarían solo como productores de la película de Eastwood. La película está protagonizada por Paul Walter Hauser en el papel principal, junto con Sam Rockwell, Kathy Bates, Jon Hamm y Olivia Wilde en papeles secundarios. La filmación comenzó el 24 de junio de 2019 y Richard Jewell se estrenó el 13 de diciembre de 2019.

#### Década de 2020
La película Cry Macho (2021) dirigida, producida y protagonizada por Eastwood se estrenó el 17 de septiembre de 2021. La película cuenta como una antigua estrella del rodeo recibe el encargo de un exjefe de traer desde México a su hijo para alejarlo de su madre alcohólica. Es la adaptación de una novela de Nathan Nash y en su estreno fue recibida con críticas mixtas y resultó un fracaso de taquilla.
En marzo de 2023, surgieron informes de que Eastwood dirigiría y produciría Juror No. 2 (2024), con un guion de Jonathan Abrams, que permaneció sin filmarse en Hollywood durante más de 15 años. Luego de revisar el guion, agregar nuevos personajes secundarios y ajustar las edades de algunos personajes. Se anunció que Eastwood buscaba a una joven estrella de Hollywood para el papel principal. El propio Eastwood dirigió el proceso de selección del casting; se reunió con varios actores de primera fila en Hollywood y el 15 de abril de 2023, decidió que Nicholas Hoult y Toni Collette eran los candidatos ideales para interpretar a los protagonistas. El rodaje con el camarógrafo Yves Bélanger comenzó a mediados de junio de 2023 y tuvo lugar en dos ciudades del estado de Georgia, en Pooler y en Savannah; también se ha filmado en Los Ángeles antes de que se suspendiera el rodaje en el mes de julio debido a la huelga SAG-AFTRA de 2023. La producción se reanudó en noviembre tras la conclusión de la huelga. La película fue distribuida por Warner Bros. Pictures en coproducción con las compañías Dichotomy Films, Gotham Group y Malpaso Productions y estrenada en noviembre de 2024, con críticas generalmente favorables.

## Como director

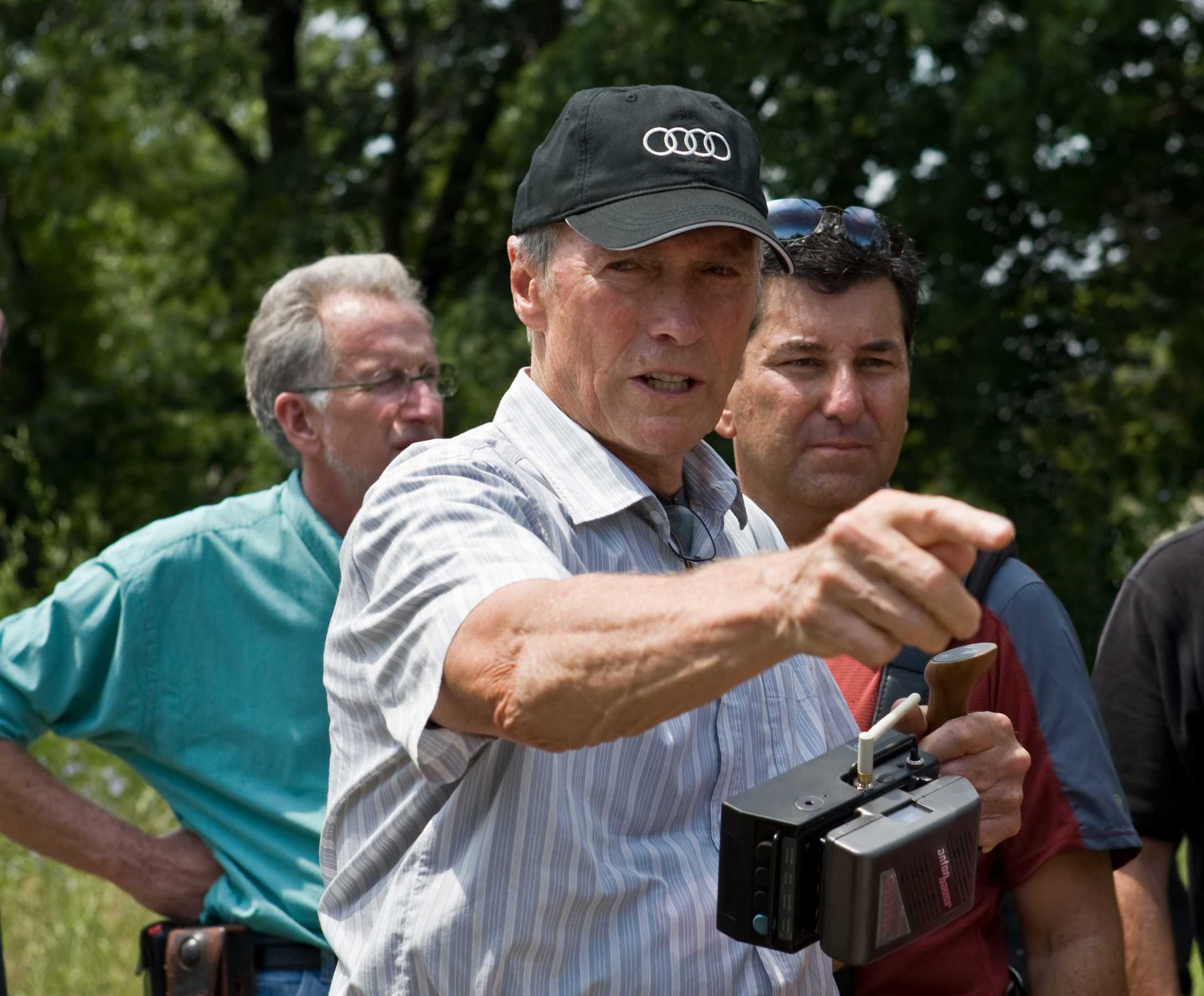
Eastwood durante el rodaje de Gran Torino, 2008

Desde su ópera prima como director en 1971, Play Misty for Me (Escalofrío en la noche), Clint Eastwood ha dirigido un total de más 40 películas en su dilatada carrera cinematográfica, desde westerns, a filmes de acción y dramas. Es uno de los pocos actores que se han puesto detrás de las cámaras y han conseguido la aclamación del público y la crítica. La revista The New Yorker resumió que, a diferencia de Eastwood:

John Ford sólo actuó en unas pocas películas mudas; Howard Hawks nunca fue actor. Clark Gable, Gary Cooper, Spencer Tracy, James Stewart, Cary Grant, Humphrey Bogart, William Holden, Steve McQueen y Sean Connery nunca dirigieron un largometraje. John Wayne solo dirigió dos películas y no muy bien, al igual que Burt Lancaster. Paul Newman, Jack Nicholson, Warren Beatty, Robert Redford, Robert De Niro y Sean Penn únicamente han dirigido unas pocas películas cada uno con diverso éxito de crítica y público.

Desde los inicios de su carrera a Eastwood le frustraba la insistencia de los directores en que las escenas se filmaran varias veces y se perfeccionaran. Por ello, cuando empezó a dirigir en 1970 intentó evitar de forma consciente algunos aspectos de la labor de dirección que no le habían gustado en su etapa como actor. Eastwood es famoso por su eficiente forma de dirigir y su habilidad para reducir la duración de los rodajes y mantener el presupuesto bajo control. Normalmente no deja que los actores ensayen y busca que todas las escenas se completen en la primera toma. La rapidez de filmación de Eastwood ha sido comparada con la de Woody Allen, Ingmar Bergman, Jean-Luc Godard o los hermanos Coen. En algunas películas en las que en principio solo iba a actuar también ha llegado a cumplir funciones de director si consideraba que el rodaje se desarrollaba con lentitud, como hizo en The Outlaw Josey Wales (El fuera de la ley, 1976). Mientras prepara una película raramente usa guiones gráficos para esbozar el plan de rodaje y también intenta reducir los detalles de fondo de los personajes en el guion para que el público se involucre más en las historias, pues considera que la imaginación de los espectadores es un requisito indispensable para establecer una conexión con ellos. Eastwood afirma que plantea el argumento de sus películas para dar a la audiencia los detalles necesarios, pero no «tantos como para insultar su inteligencia».
Según la revista Life, «El estilo de Eastwood es disparar primero y actuar después. Dibuja a sus personajes casi sin palabras». Los entrevistadores Richard Thompson y Tim Hunter apuntaron que las películas de Eastwood tienen «un ritmo magnífico: sin prisas, frescas, tienen un gran sentido del tempo, independientemente de la velocidad de la narración». Por su parte, Ric Gentry considera que el ritmo narrativo del cineasta es «relajado y tranquilo». Eastwood suele emplear una iluminación tenue y de mucho contraste que le da a sus filmes un aspecto similar al del cine negro. La frecuente exploración en su filmografía por los valores éticos ha llamado la atención de los estudiosos, que han explorado el trabajo de Eastwood desde perspectivas éticas y teológicas, incluido su retrato de la justicia, la misericordia o el suicidio.

## Vida privada

### Relaciones sentimentales, matrimonios e hijos

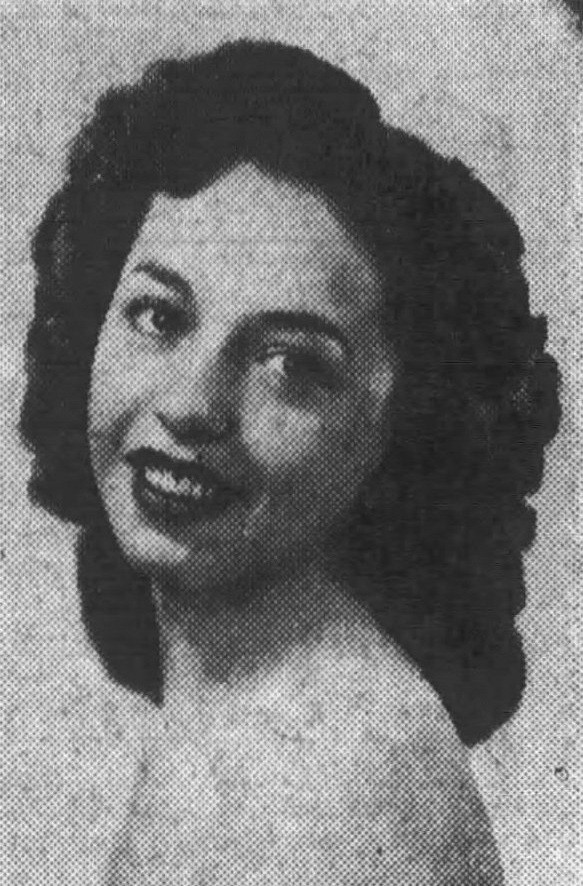
Roxanne Tunis, la madre de la hija de Eastwood, Kimber

En 2011 una de las hijas de Clint Eastwood, Alison, dijo: «Mi padre tiene ocho hijos de seis mujeres». Eastwood tiene ocho hijos conocidos de seis mujeres diferentes, la mitad de los cuales se mantuvieron en secreto durante décadas. Eastwood ha tenido aventuras con muchas celebridades femeninas, pero hechos básicos, como el nombre de la madre de su hija mayor, permanecen ocultos a los medios de comunicación.
El 19 de diciembre de 1953 se casó con Margaret Neville Johnson mientras en Seattle ya tenía una novia desconocida que estaba embarazada de él. La amiga desconocida dio a luz a la hija de Eastwood, Laurie (1954), quien fue adoptada por Clyde y Helen Warren de Seattle. Johnson acordó un matrimonio abierto con Eastwood, durante el cual inició una relación extramatrimonial con la bailarina Roxanne Tunis, con quien tuvo otra hija, Kimber (1964). El romance entre Tunis y Eastwood duró de 1959 a 1973. Tunis murió en 2023 a los 93 años.

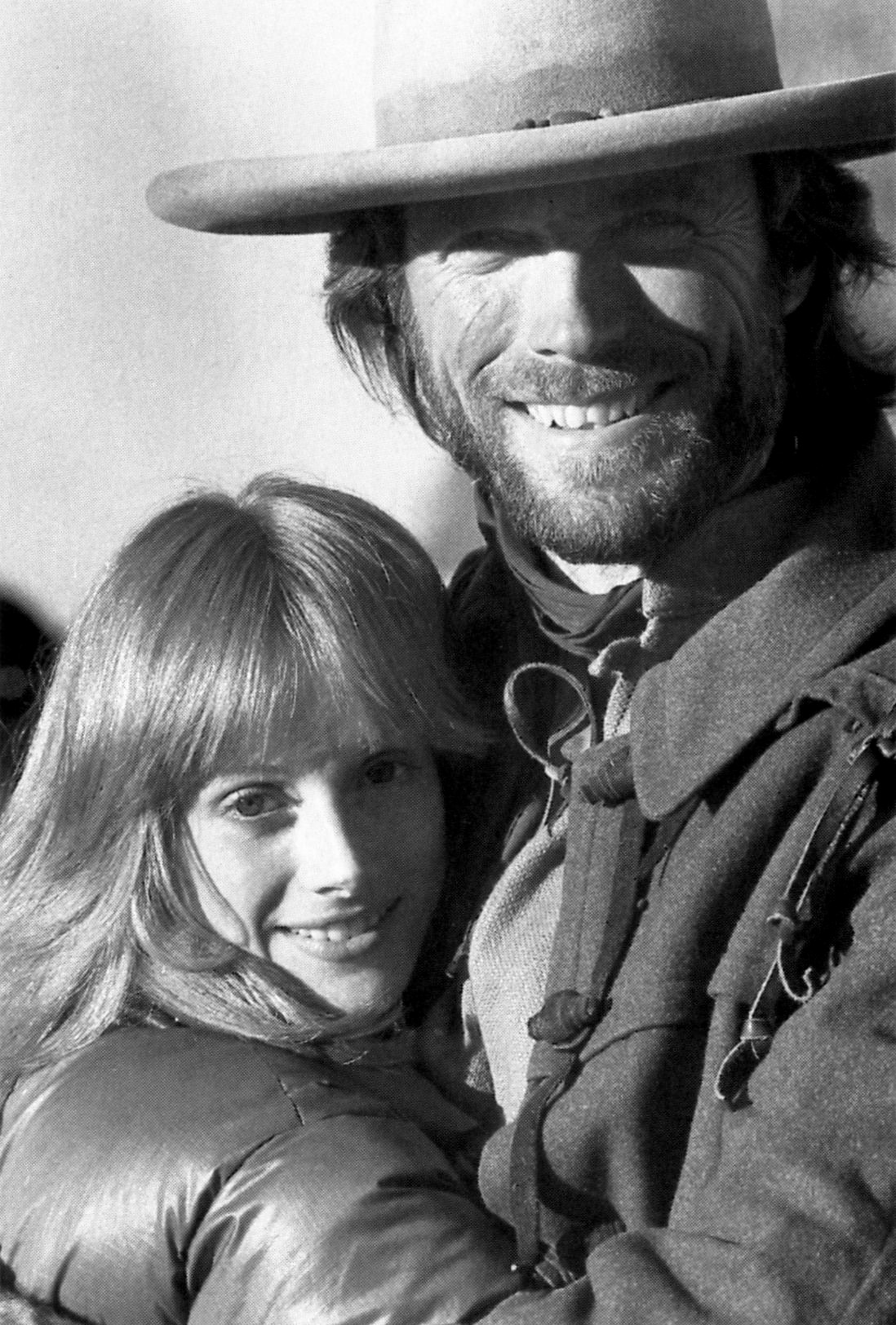
Eastwood con Sondra Locke en 1975 durante el rodaje de The Outlaw Josey Wales

Eastwood finalmente tuvo dos hijos con Johnson: Kyle (1968) y Alison (1972). De 1975 a 1989 vivió con la actriz y directora Sondra Locke, quien estaba casada con Gordon Leigh Anderson desde 1967. A pesar de pasar catorce años con Eastwood, Locke nunca se divorció de Anderson y permaneció legalmente casada con él hasta su muerte a los 74 años en 2018. Eastwood y Locke protagonizaron seis películas junto: The Outlaw Josey Wales, The Gauntlet, Every Which Way but Loose, Bronco Billy, Any Which Way You Can y Sudden Impact. Eastwood se divorció de Johnson en 1984, nueve años después de vivir con Locke. Durante los últimos cuatro años de su vida con Locke, Eastwood mantuvo un romance con la azafata Jacelyn Reeves, con quien tuvo dos hijos: Scott (1986) y Kathryn (1988).
En 1990 Eastwood comenzó a vivir con la actriz Frances Fisher, a quien había conocido durante el rodaje de El Cadillac rosa a finales de 1988. Ambos volvieron a trabajar juntos en Unforgiven y tuvieron una hija, Francesca Fisher Eastwood (nacida el 7 de agosto de 1993). Eastwood y Fisher pusieron fin a su relación a comienzos de 1995, pero siguieron manteniendo la amistad y trabajaron juntos en True crime (Ejecución inminente, 1999).
La siguiente pareja de Clint Eastwood fue Dina Ruiz, una presentadora de noticiarios de televisión 35 años menor que él. Se conocieron cuando ella lo entrevistó en 1993 y se casaron el 31 de marzo de 1996, en una ceremonia privada que el cineasta le preparó por sorpresa en el Shadow Creek Golf Course de Las Vegas. Tras su boda, Dina comentó: «El hecho de que yo sea la segunda mujer con la que se casa me emociona». Eastwood dijo sobre su esposa: «Por lo que a mí respecta, esta es la mujer con la que quiero la monogamia». El matrimonio tiene una hija, Morgan Eastwood, que nació el 12 de diciembre de 1996. Clint Eastwood y Dina Ruiz se separaron en agosto de 2013, según confirmó la propia Dina.
Desde 2014, Eastwood tuvo vínculo sentimental con la camarera Christina Sandera, quien falleció en julio de 2024 a sus 61 años.

### Creencias y otras actividades

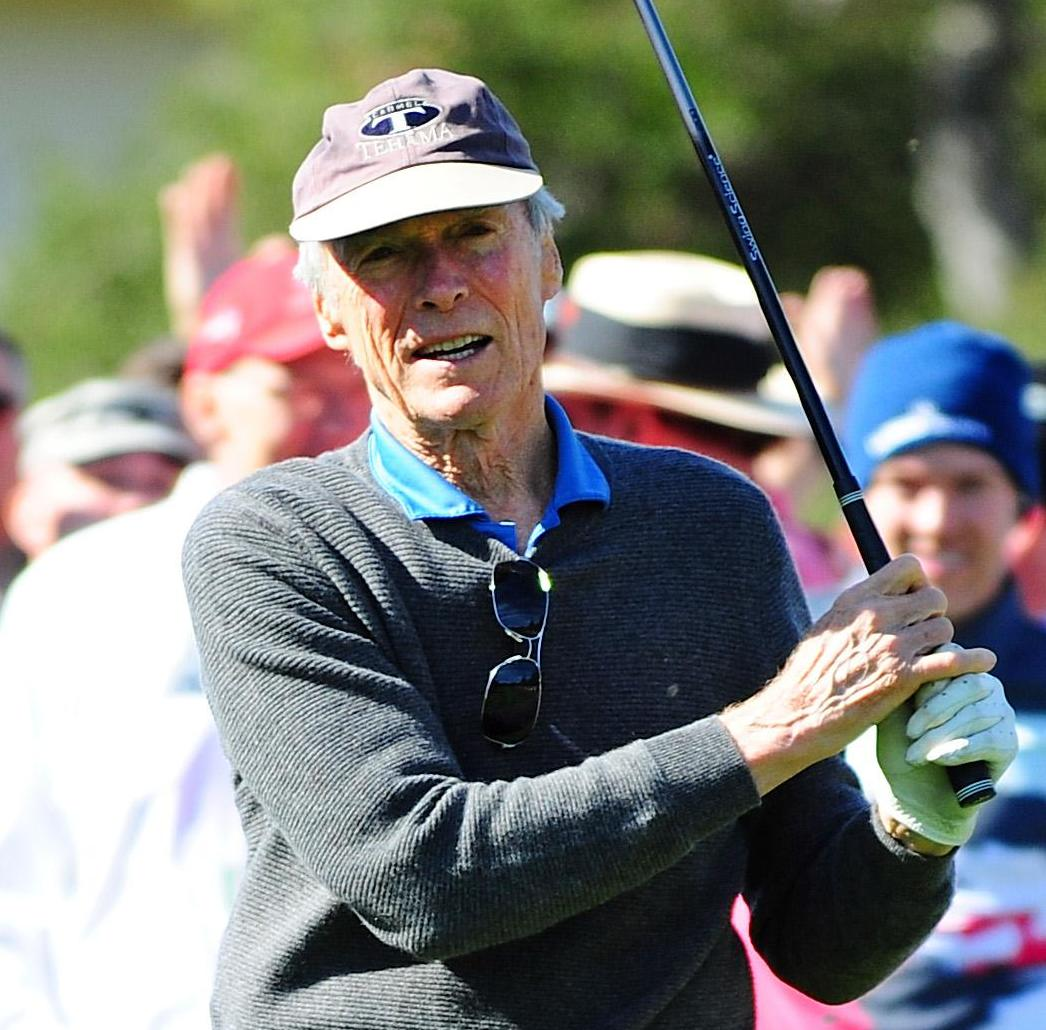
Eastwood jugando al golf en 2015

A pesar de que aparece fumando en algunas de sus películas más icónicas, Clint Eastwood jamás ha sido fumador, pues siempre ha estimado mucho su salud y la ha cuidado haciendo deporte, llevando dietas sanas y practicando diariamente meditación trascendental. Durante la promoción de su filme Hereafter, el cineasta expresó su opinión sobre la religión y la meditación: «Siempre he respetado a las personas muy religiosas porque he sentido que sus creencias debían ser muy importantes para ellos. Pero si puedes vivir sin esto, también está bien. Es lo que más te convenga. Creo en la autoayuda, en la meditación, y por ello siempre me ha gustado la religión budista. Cuando he estado en Japón he visitado templos budistas, meditado y encontrado lo que buscaba». Eastwood también ha comentado: «Nací durante la Gran Depresión y crecí sin ninguna creencia específica. Nos mudábamos de residencia cada cuatro o cinco meses durante los primeros 14 años de mi vida, por lo que acudía a una iglesia distinta dependiendo del lugar en que nos encontráramos. La mayoría eran de culto protestante, pero fui a otras iglesias porque mis padres querían que me creara mi opinión. Siempre me decían que querían enseñarme un poco de cada religión para que viera si me gustaban».
En 1971 Eastwood abrió un pub de estilo inglés en Carmel-by-the-Sea llamado Hog's Breath Inn, un negocio que acabó vendiendo y hoy pertenece al Mission Ranch Hotel and Restaurant que se encuentra en la misma localidad. El cineasta también es un amante del golf y es dueño del Tehàma Golf Club, además de ser inversor en el mundialmente famoso Pebble Beach Golf Links y dedicar tiempo todos los años a causas caritativas en los torneos más importantes. También es piloto de avión y posee un helicóptero en el que suele volar hasta los estudios cinematográficos para evitar el tráfico de las carreteras.

## Política

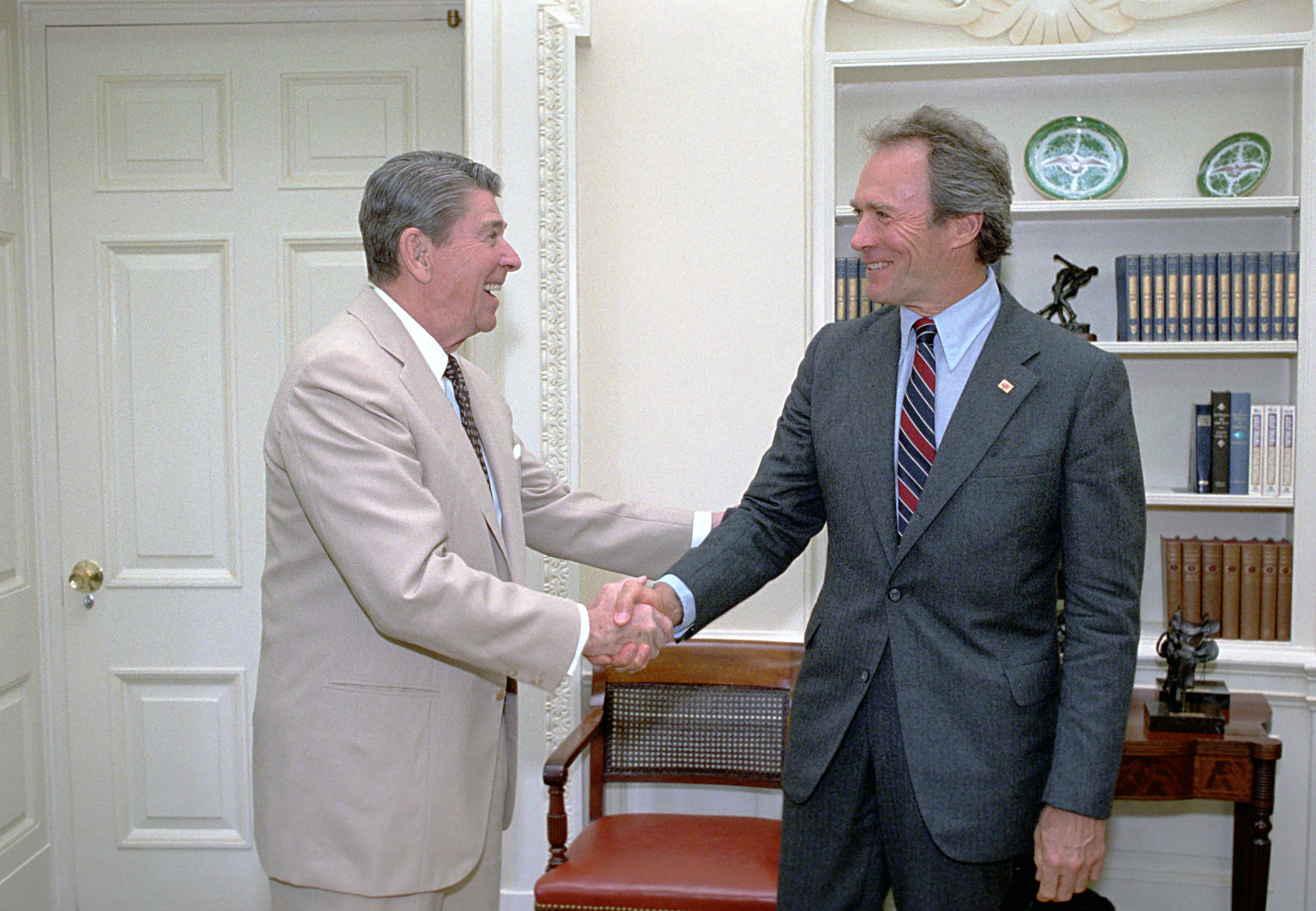
Eastwood (derecha) con el presidente de EE. UU. Ronald Reagan en julio de 1987

Clint Eastwood se afilió al Partido Republicano de los Estados Unidos para votar a Dwight D. Eisenhower en 1952 y apoyó las campañas presidenciales de Richard Nixon en 1968 y 1972. Sin embargo, durante el escándalo Watergate el actor criticó la moral de Nixon y luego su gestión de la guerra de Vietnam, a la que llamó «inmoral». En esta línea, Eastwood tampoco aprobó las guerras de Corea, Afganistán o Irak porque opina que Estados Unidos no debe ser tan militarista ni jugar el papel de policía del mundo. El cineasta se considera a sí mismo «demasiado individualista para ser de derechas o de izquierdas»; se describió en 1974 como «políticamente moderado» y en 1997 como «libertario». Eastwood ha afirmado que no se ve como conservador ni tampoco de izquierdas, aunque algunas veces ha apoyado a los Demócratas en California. Autoproclamado «liberal en los derechos civiles», Eastwood ha manifestado su apoyo al derecho al aborto, al matrimonio homosexual y ha contribuido a grupos que apoyan la Enmienda de Igualdad de Derechos para las mujeres, que no fue ratificada en 1982. En 1999 declaró: «Supongo que era un liberalista social y un conservador fiscal antes de que esto se pusiera de moda». Diez años después, en 2009, Eastwood dijo que era Libertario.
A pesar de estar fuertemente asociado a las armas de fuego en sus películas del oeste y de acción, Eastwood ha apoyado públicamente el control de las armas desde 1973. En 1976 dijo que «Todas las armas deben estar registradas. No creo que a los dueños de armas legítimas les importara este tipo de legislación». En 1995 Larry King publicó en el periódico USA Today una entrevista a Eastwood en la que el actor y director le había dicho que él siempre había estado a favor del control de las armas y que se preguntó: «¿Para qué podría nadie necesitar o querer un arma de asalto?».

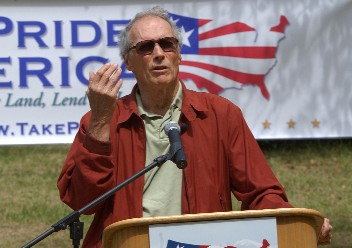
Eastwood como portavoz de Take Pride in America en 2005.

Como político, Clint Eastwood ha hecho exitosas incursiones en la política local y nacional. En abril de 1986 ganó las elecciones a alcalde (con una candidatura independiente) en su localidad de adopción, Carmel-by-the-Sea, en California, que es una rica y pequeña villa con una importante comunidad de artistas situada en la península de Monterey. Durante su legislatura de dos años, Eastwood apoyó los intereses de las pequeñas empresas, defendió el medio ambiente y construyó un anexo a la biblioteca, baños públicos, paseos marítimos y un aparcamiento para turistas. Asimismo, en calidad de alcalde de la localidad, recibió en octubre de 1987 la visita oficial del rey de España, Juan Carlos I.En 2001 Eastwood fue nombrado por el gobernador Gray Davis para la California State Park and Recreation Commission y reelegido en 2004 por el gobernador Arnold Schwarzenegger. En su puesto de vicepresidente de la comisión, en 2005 lideró junto al presidente Bobby Shriver el movimiento que se opuso a la construcción de un tramo de una autopista que atravesaría la playa de San Onofre, y en 2006 ambos apoyaron una demanda para bloquear la construcción de esta carretera, algo que consiguieron en febrero de 2008. Solo un mes después Eastwood y Shriver no resultaron reelegidos para la comisión al término de sus mandatos, algo que llevó a la Natural Resources Defense Council a solicitar una investigación sobre esta decisión. En abril de 2004 el gobernador Schwarzenegger nombró a Eastwood para la California Film Commission. El actor y director también ha actuado de portavoz de Take Pride in America, una agencia del Departamento del Interior de los Estados Unidos que aboga por asumir la responsabilidad sobre los recursos naturales, culturales e históricos del país.
Durante las elecciones presidenciales de Estados Unidos de 2008 Eastwood dijo que votaría al candidato republicano John McCain, a quien afirmaba conocer desde 1973, cuando el político estaba recién liberado como prisionero de guerra. Eastwood dijo sobre él: «Lo conocí hace años cuando regresó de Vietnam. Esto fue cuando Reagan era gobernador de California e hizo una gran labor por todos los prisioneros de guerra liberados. Pensé que era un tipo estupendo, un verdadero héroe estadounidense». No obstante, Eastwood demostró su patriotismo tras la victoria de Barack Obama diciendo que «Obama es ahora mi presidente y voy a desearle suerte porque es lo mejor para todos». En 2010 su opinión no era tan políticamente correcta: «No soy muy partidario de lo que está haciendo Obama… No creo que esté rodeado de la gente que debería». En enero de 2011 dijo en una entrevista en el Daily Mail: «Me encanta el hecho de que Obama sea multirracial, pensé que era genial pues mi esposa también es mestiza. Pero sentí que era un novato y resultó que no tenía experiencia en la toma de decisiones». Sobre McCain dijo: «Voté a McCain, no porque fuera republicano, sino porque él había estado en una guerra (en Vietnam) y pensé que podría comprender la guerra en Irak mejor que alguien que no había estado en ninguna. No estaba de acuerdo con él en otras muchas cosas».
En agosto de 2010 el cineasta escribió al ministro de Hacienda del Reino Unido, George Osborne, para protestar por el cierre del UK Film Council, el organismo público que se encargaba de la promoción del cine británico, advirtiendo que su desaparición haría descender el número de compañías extranjeras que querrían filmar en el país.
El 3 de agosto de 2012 Eastwood asistió a un acto para recaudación de fondos para el candidato republicano Mitt Romney, afirmando que Romney impulsaría al país y «restauraría un sistema de impuestos decente… así habría una equidad y la gente no se enfrentaría porque unos pagan y otros no». En su discurso en la Convención Nacional Republicana de 2012 el actor y director habló a una silla vacía simulando que Obama estaba sentado en ella.

## Música
Clint Eastwood ha sido un apasionado de la música toda su vida. Sus géneros musicales favoritos son el jazz (especialmente el estilo bebop), el blues, el rhythm and blues, la música clásica y el country. Algunos de sus músicos favoritos son Charlie Parker y Lester Young, los pianistas Thelonious Monk, Oscar Peterson, Dave Brubeck y Fats Waller y el artista del blues Robert Johnson. Eastwood es pianista y compositor y el jazz ha jugado un papel importante en su vida desde su juventud. Aunque nunca se ha dedicado de forma profesional a la música, el cineasta ha contagiado esta pasión a su hijo Kyle, que es un reconocido bajista de jazz y compositor. Eastwood fue pianista de boogie-woogie en su juventud y tuvo intención de abrirse camino en el mundo de la música estudiando un grado tras finalizar los estudios secundarios. A fines de 1959 produjo el álbum Cowboy Favorites, puesto a la venta por el sello Cameo.
El actor y director tiene un acuerdo con Warner Bros. Records y distribuye su música con el sello Malpaso Records como parte de su contrato con la productora Warner Bros. Así han salido a la venta todas las bandas sonoras de sus películas desde Los puentes de Madison. Eastwood coescribió «Why Should I Care» junto a Linda Thompson y Carole Bayer Sager, una canción que fue interpretada por Diana Krall. También compuso algunas canciones para las bandas sonoras de las películas Mystic River, Million Dollar Baby, Flags of Our Fathers, Grace Is Gone, Changeling, Hereafter y J. Edgar, además de las piezas de piano que suenan en el filme En la línea de fuego y la canción que suena en los créditos de Gran Torino, cantada por él mismo. La música que Eastwood compuso para el filme Grace Is Gone, estrenado en 2007, fue nominada a dos Globos de Oro y ganó el premio Satellite a mejor canción. Changeling fue nominada a mejor banda sonora en los premios Critics Choice, en los Globos de Oro y en los premios Saturn. En 2007 Eastwood recibió un doctorado honoris causa en música por el Berklee College of Music durante el Festival de Jazz de Monterrey, del que es un activo miembro organizador.

## Filmografía
Clint Eastwood ha participado en más de cincuenta películas durante toda su carrera, ya sea como actor, director, productor o compositor. Actuó en varias series de televisión, la más famosa de las cuales fue Rawhide. Comenzó a dirigir en 1970 e hizo su debut como productor en 1982 en Firefox, aunque ya había sido productor sin aparecer en los créditos en todos los filmes de Malpaso Company desde 1968 con Hang 'Em High (Cometieron dos errores). Eastwood ha contribuido también poniendo música a varias de sus películas, ya sea como intérprete, escritor o compositor. Las películas en las que ha actuado han sido generalmente de género dramático, de acción o westerns. Según la página web que tiene los datos de recaudación de las películas, Box Office Mojo, los filmes protagonizados por Clint Eastwood han recaudado más de 1710 millones de dólares solo en los Estados Unidos, es decir, una media de más de 37 millones por película.

## Premios
| Año  | Premio                 | Película               | Resultado |
| ---- | ---------------------- | ---------------------- | --------- |
| 1993 | Mejor director         | Unforgiven             | Ganador   |
| 1993 | Mejor película         | Unforgiven             | Ganador   |
| 1993 | Mejor actor            | Unforgiven             | Nominado  |
| 1995 | Premio Irving Thalberg | Premio Irving Thalberg | Ganador   |
| 2004 | Mejor director         | Mystic River           | Nominado  |
| 2004 | Mejor película         | Mystic River           | Nominado  |
| 2005 | Mejor director         | Million Dollar Baby    | Ganador   |
| 2005 | Mejor película         | Million Dollar Baby    | Ganador   |
| 2005 | Mejor actor            | Million Dollar Baby    | Nominado  |
| 2007 | Mejor director         | Cartas desde Iwo Jima  | Nominado  |
| 2007 | Mejor película         | Cartas desde Iwo Jima  | Nominado  |
| 2015 | Mejor película         | American Sniper        | Nominado  |

Eastwood ha sido galardonado con numerosos premios y distinciones por su extensa carrera en el cine, la televisión y la música. Sus mayores aportaciones han sido al mundo del cine y por ello ha recibido premios Óscar, premios del Sindicato de Directores de los Estados Unidos, premios Globos de Oro y premios People's Choice, entre muchos otros. Es una de las dos personas, junto a Warren Beatty, que ha sido nominado dos veces a mejor actor y mejor director por las mismas películas (Sin perdón y Million Dollar Baby). Asimismo, junto a Beatty, Robert Redford, Richard Attenborough, Kevin Costner y Mel Gibson, es uno de los pocos actores de renombre que han recibido un Óscar a mejor director. En 2005 se convirtió en uno de los tres directores vivos (los otros dos son Miloš Forman y Francis Ford Coppola) que ha dirigido dos filmes ganadores del Óscar a mejor película. Además, a sus 74 años pasó a ser el más anciano galardonado con el premio de la Academia de Artes y Ciencias Cinematográficas a mejor director. Eastwood ha dirigido a cinco actores ganadores del premio Óscar a la mejor interpretación: Gene Hackman por Sin perdón, Tim Robbins y Sean Penn por Mystic River y Morgan Freeman y Hilary Swank por Million Dollar Baby.
El 22 de agosto de 1984 Eastwood fue honrado en una ceremonia en el Teatro Chino de Los Ángeles en la que grabó en cemento las impresiones de sus manos y pies. En 1996 recibió el premio a toda una vida del American Film Institute y en 2009 esta misma institución le otorgó un doctorado honoris causa. El 6 de diciembre de 2006 el entonces gobernador de California, Arnold Schwarzenegger, incluyó a Clint Eastwood en el Salón de la Fama de California que se encuentra en The California Museum. En 2007 fue investido con la mayor distinción civil de la República Francesa, la Legión de Honor, que le entregó en París el presidente francés Jacques Chirac tras afirmar que el actor encarna «lo mejor de Hollywood». En octubre de 2009 le entregaron el premio Lumière (bautizado así en honor de los Hermanos Lumière, inventores del cinematógrafo) durante la primera edición del Festival Lumière de Lyon. Este premio honra toda su carrera y sus grandes contribuciones al Séptimo Arte. En febrero de 2010 el presidente de los Estados Unidos, Barack Obama, le galardonó con un premio de artes y humanidades y describió sus películas como «ensayos de individualidad, verdades duras y la esencia de lo que significa ser estadounidense».
Clint Eastwood también tiene al menos tres doctorados honoris causa otorgados por universidades, entre ellos uno que le entregó la Universidad del Pacífico en 2006, otro de doctor en letras por la Universidad del Sur de California en 2007 y un doctorado en música del Berklee College of Music que le fue otorgado el 22 de septiembre de 2007 durante el Festival de Jazz de Monterrey. El 22 de julio de 2009, recibió de manos del emperador Akihito de Japón la Orden del Sol Naciente, de 3.ª Clase, por sus notables contribuciones a la mejora de las relaciones entre Japón y Estados Unidos.